# Aeropuerto Internacional de Tijuana
El Aeropuerto Internacional de Tijuana (Código IATA: TIJ - Código OACI: MMTJ - Código DGAC: TIJ), oficialmente Aeropuerto Internacional General Abelardo L. Rodríguez y alternativamente Aeropuerto Binacional de Tijuana-San Diego, es el segundo aeropuerto más septentrional de México, después del Aeropuerto Internacional de Mexicali ubicado en Tijuana, Baja California, cerca de la frontera entre Estados Unidos y México. Es un ocupado y moderno aeropuerto, que manejó 9,677,900 de pasajeros en 2021 y a 12,308,370 de pasajeros en 2022. Es un aeropuerto de gran crecimiento, el quinto más importante de México, después de los aeropuertos de la Ciudad de México, Cancún, Monterrey y Guadalajara. Puede manejar hasta 10 millones de pasajeros al año y 360 vuelos por día.
El aeropuerto sirve como ciudad foco para Aeroméxico (junto con Aeroméxico Connect), la aerolínea opera hasta 20 vuelos diarios hacia/desde 10 ciudades mexicanas. Aeroméxico está tratando de desarrollar el aeropuerto como puerta de entrada a Asia. Desde el primer vuelo en noviembre de 2006, Aeroméxico operaba 3 vuelos semanales hacia Tokio-Narita y también operó dos vuelos semanales a Shanghái, China. Aeroméxico reanudó servicios a Shanghái el 26 de marzo de 2010, después de que la aerolínea no ofreció el servicio por 11 meses debido al brote de gripe porcina. La aerolínea suspendió temporalmente el servicio a Shanghái una vez más del 4 de septiembre de 2011 al 10 de enero de 2012. El aeropuerto es el hub principal de Volaris que actualmente es la aerolínea más importante en TIJ y la única que opera en ambas salas, además de tener casi 100 operaciones diarias entre salidas y llegadas.
Anteriormente fue un destino importante para Aero California, Aerolíneas Internacionales, Líneas Aéreas Azteca, Mexicana de Aviación y ALMA. El aeropuerto de Tijuana fue el más grande y principal centro de distribución de Avolar, una aerolínea de bajo costo (desde agosto del 2005), y la segunda aerolínea del aeropuerto en su tiempo. Fue la primera aerolínea de bajo costo en México, antes de algunas aerolíneas como Interjet y Volaris.
Actualmente Tijuana es un centro de distribución para Viva.
Forma parte del Grupo Aeroportuario del Pacífico, un grupo que controla 12 aeropuertos internacionales en el centro y el norte de México y da servicio a toda la zona metropolitana de Tijuana, Tecate, Rosarito y Ensenada en Baja California y San Diego, California del lado estadounidense.

## Historia

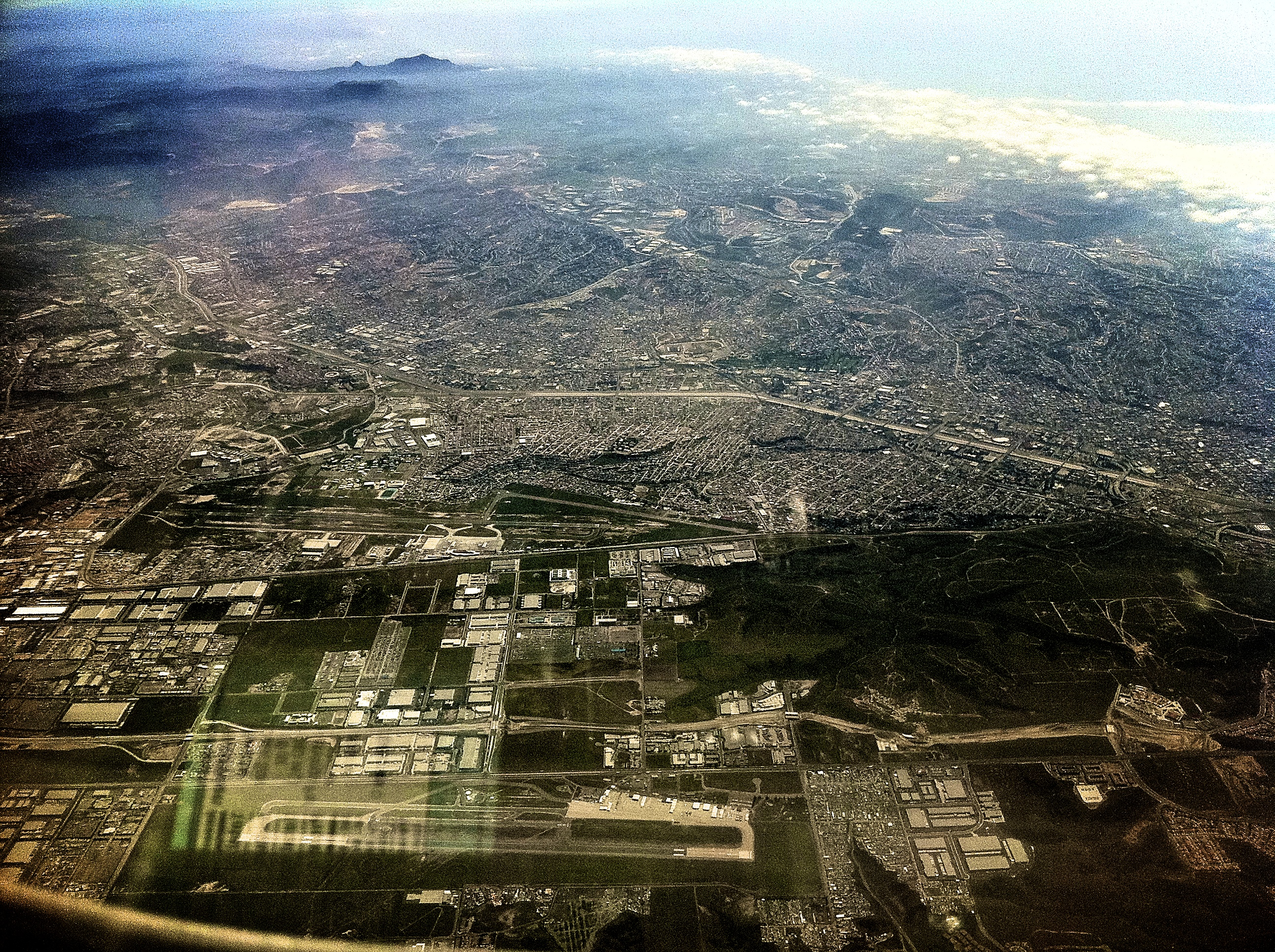
El aeropuerto desde 10,000 pies (centro de la imagen, Pista del Brown Field en Estados Unidos en la parte baja).

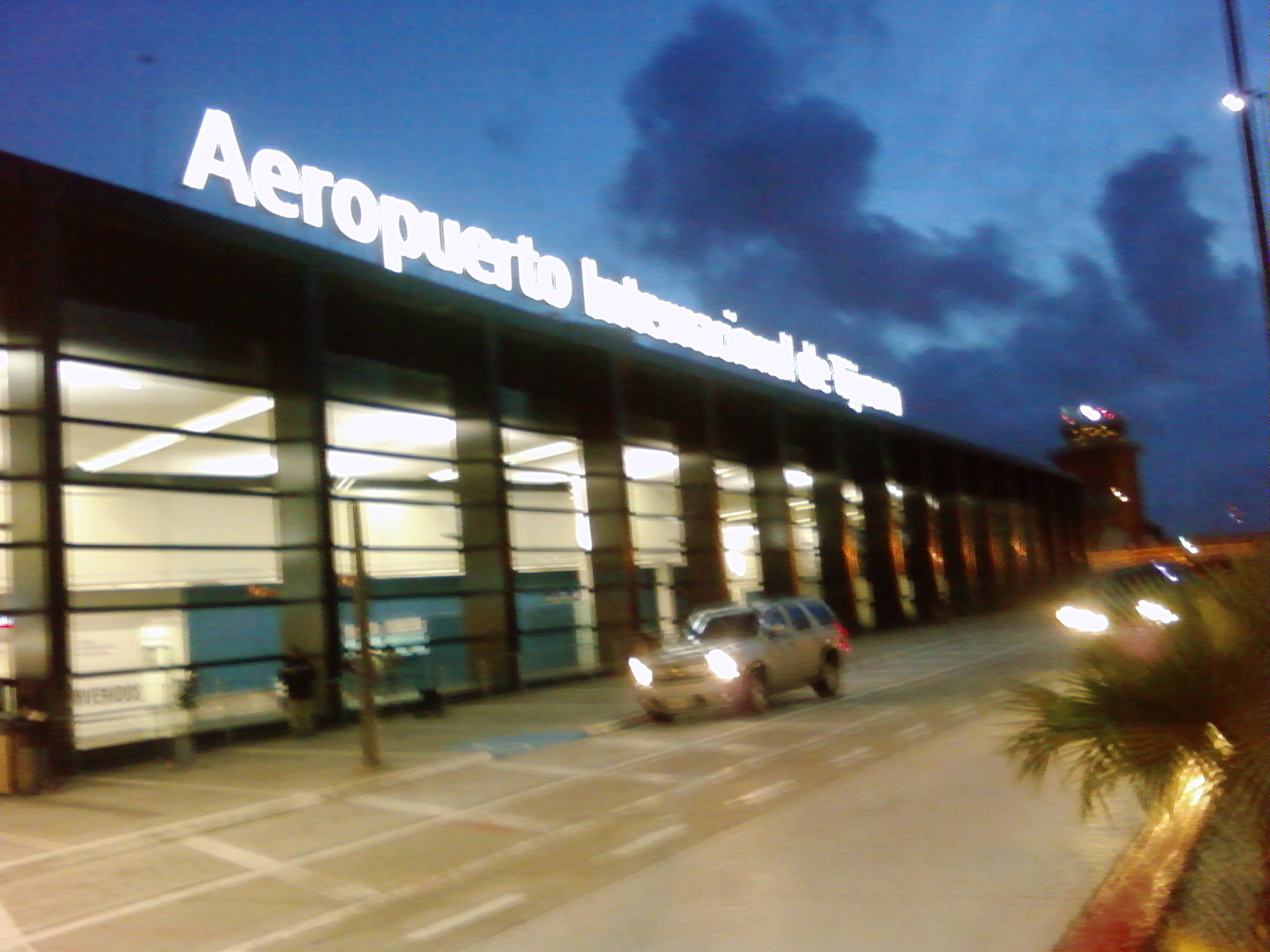
Fachada principal del aeropuerto.

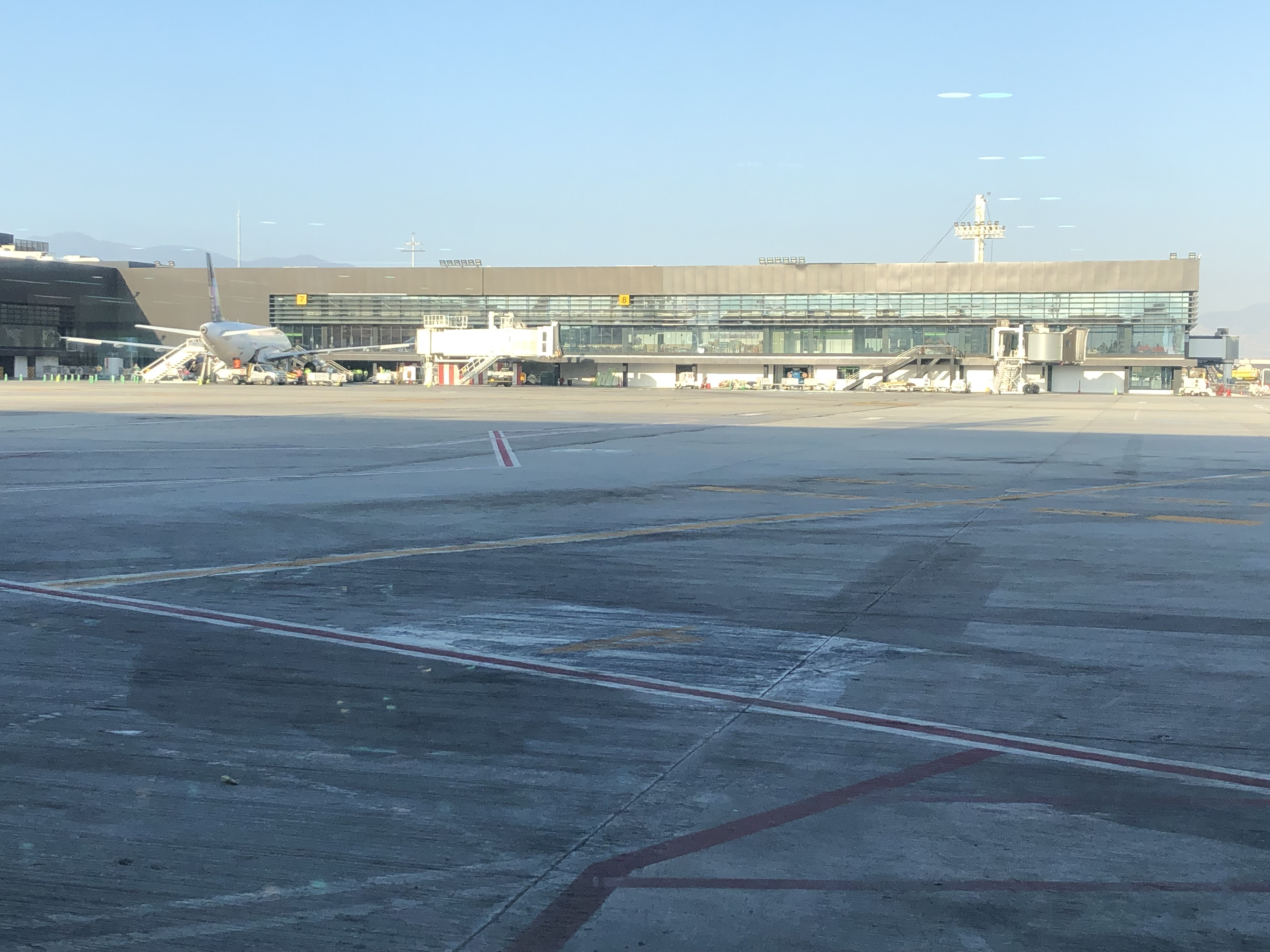
Lado aire del aeropuerto.

La primera terminal del aeropuerto fue originalmente construida en la parte suroeste del aeropuerto, frente al nuevo y actual edificio terminal. El aeropuerto fue incorporado a ASA en 1965.
A finales de los 60's, la demanda de vuelos a la entonces ciudad en desarrollo de Tijuana aumentó, ya que había más pasajeros que llegaban y se asentaban en la ciudad. La construcción de la nueva Terminal se inauguró el 15 de octubre de 1970, por el entonces presidente Gustavo Díaz Ordaz. La terminal original fue entonces asignada como base aérea para la Fuerza Aérea Mexicana, y actualmente es conocida simplemente como el aeropuerto viejo.
En los años 70 la aerolína AeroCarga volaba desde Tijuana a La Paz, Ciudad de México y hasta Mérida con una flota de DC-6 (XA-SAZ, XA-SOL, XA-SOU y XA-SOW).
En 1971 Aeroméxico empezó a volar con equipo DC 8 de la Ciudad de México a Tijuana y en el año 1976 Aeroméxico inició vuelos con equipo DC 10 desde Tijuana a Guadalajara y la Ciudad de México.
El 30 de abril de 1978, Mexicana reinaugura sus vuelos a Tijuana con un vuelo diario desde la Ciudad de México (con escala en La Paz) con equipo B727.
En 1983 Aero California inicia el vuelo Tijuana - Los Mochis - Guadalajara con su jet DC9.
En 1991 Taesa inicia vuelos a Tijuana desde la Ciudad de México con escala en Los Mochis con equipo B727.
En 1985, Mexicana de Aviación inauguró el vuelo a Guadalajara operado por B727; el primer vuelo salió de Tijuana a las 8:46 de la mañana con el B727 con matrícula XA-CUN, siendo el vuelo MXA482. En 25 años esta ruta fue operada por B727, B757, A318, A319 y A320.
En el verano de 1987 Aeroméxico inició vuelos de Tijuana a la ciudad de Bogotá, Colombia (con escala en la Ciudad de México) los lunes, martes, miércoles y sábados. El vuelo AM 481 operaba con equipo DC8-62.
El 9 de septiembre de 2005 la aerolínea Avolar inicia operaciones desde Tijuana con equipo B737-3T0 (N17309).
El 13 de marzo de 2006, llega a Tijuana el primer vuelo de Volaris procedente de la Ciudad de Toluca, un A319 con la matrícula N473TA.
El 24 de abril de 2006, Aeroméxico inicia la ruta Tijuana-Acapulco operada por Boeing 737-700.
El 8 de septiembre de 2006, Líneas Aéreas Azteca comenzó sus vuelos a Oakland operando un vuelo de manera diaria por las noches.
El 18 de noviembre de 2006 llega a Tijuana el primer vuelo de Aeroméxico procedente de Tokio, Japón. Un B777-200ER con el número de vuelo 057 aterrizando en el aeropuerto a las 9:12 a. m.
El 1 de diciembre de 2006 la aerolínea Viva inicia operaciones a Tijuana desde su base en Monterrey, con equipo B737-300.
El 18 de septiembre de 2008, Interjet aterrizó por primera vez en Tijuana con un Airbus A320 matrícula XA-JCV procedente de Ciudad de México.
El 7 de noviembre de 2009, Mexicana de Aviación cerró las rutas hacia Culiacán y Puebla. 
El 27 de agosto de 2010, Mexicana de Aviación realizó su último vuelo en dicho aeropuerto saliendo a la Ciudad de México con el vuelo MXA472 operada por un Airbus A320 matrícula XA-MXV; al igual, el último vuelo a GDL con el vuelo MXA487 operada por un Airbus A320 matrícula XA-UAH.
En julio de 2012, Calafia Airlines inicia sus vuelos a Tijuana dos veces por semana con el vuelo número 792 en la ruta Tijuana - Loreto - La Paz.
En mayo de 2014, Viva suspende sus operaciones temporalmente en Tijuana, siendo el último vuelo de Tijuana a Culiacán operado por un Boeing 737-300.
El 17 de septiembre de 2014, Aeroméxico finalizó sus operaciones a Tokio, Japón, cambiando su escala técnica a Monterrey.
El 27 de febrero de 2015, Interjet inició operaciones en la ruta Acapulco-Tijuana-Acapulco con 2 vuelos semanales los sábados y lunes. Dicha ruta siendo operada por Sukhoi Superjet 100.
El 4 de marzo de 2015, Volaris reinicia la ruta Tijuana-Oakland; esta vez operando 2 veces por semana dicho vuelo. Originalmente había comenzado en agosto de 2009 operando a diario, pero al no obtener buenos resultados la canceló.
El 1 de octubre de 2015, Aeroméxico Connect reinicia sus vuelos de Tijuana a Monterrey operado por Embraer 170.
El 19 de noviembre de 2015, Viva reinicia sus vuelos en Tijuana teniendo como primer ruta a Ciudad de México, esto como el inicio de su próxima base de operaciones.
El 9 de diciembre de 2015, se inaugura el Cross Border Xpress el primer puente peatonal que une el aeropuerto con una nueva terminal en San Diego, Estados Unidos facilitando así el cruce de los pasajeros por ambos lados.
El 19 de diciembre de 2015, se registra el mayor número de operaciones entre salidas y llegadas hasta el momento, con un total de 164 vuelos en el día.
El 19 de noviembre de 2017, Volaris Costa Rica, inicia vuelos de San Salvador a Tijuana (Vuelo Q6 4060, los días domingos, martes y jueves) y de Guatemala a Tijuana el 20 de noviembre de 2017 (vuelo Q6 4062, los lunes, miércoles y viernes). Los vuelos terminaron el 18 de agosto de 2018.
El 21 de marzo de 2018, la aerolínea china Hainan Airlines inicia tres vuelos semanales; Pekín-Tijuana-México (vuelo HU 7925) con equipo B787-8. Los vuelos fueron suspendidos en diciembre de 2019.
En el año 2020, Interjet suspende todas sus operaciones al aeropuerto tras entrar en bancarrota debido a la pandemia del COVID-19. En este año el aeropuerto temporalmente cesó todas sus operaciones internacionales.
El 26 de diciembre de 2023, la nueva aerolínea Aerolínea del Estado Mexicano, operando bajo el nombre Mexicana de Aviación en honor a la aerolínea en quiebra, empieza operaciones a Tijuana desde el Aeropuerto Internacional Felipe Ángeles usando aviones Boeing 737 de la Fuerza Aérea Mexicana. Anteriormente operaba 2 vuelos diarios, sin embargo uno de los dos vuelos se canceló inesperadamente. La aerolínea ahora opera un vuelo diario.
Las operaciones internacionales del aeropuerto reanudaron el 15 de febrero de 2024 con American Eagle operando un vuelo diario al Aeropuerto Internacional de Phoenix-Sky Harbor con un Embraer 175. Esta es la primera ruta directa a Tijuana por parte de dicha aerolínea.
El 11 de mayo de 2024, la aerolínea china China Southern Airlines lanza la ruta Shenzhen-CDMX. El vuelo vuela directamente a México desde Shenzhen sin parar. Al regresar a Shenzhen, el vuelo aterriza en el aeropuerto de Tijuana para recargar su combustible. Sin embargo, no es una conexión pasajera, por lo que los pasajeros en el avión no pueden salir hasta llegar a su destino final, y los pasajeros en el terminal no pueden abordar el vuelo. Cabe mencionar que la aerolínea está considerando agregar a Tijuana a su ruta. Si esta ruta se implementa, será la segunda conexión directa actual a China, y por consiguiente, a Asia, del aeropuerto. También será la primera conexión directa a Tijuana por parte de China Southern Airlines.
El 12 de julio de 2024, después de una pausa de 4 años, Hainan Airlines reanuda la ruta Pekín-Tijuana-México, usando el mismo horario, el mismo equipamiento y el mismo número de vuelo. Esto marca la reanudación de la conexión directa con Asia del aeropuerto, y la única conexión directa con China en la zona metropolitana Tijuana-San Diego.
Volaris implementó una ruta directa hacia Las Vegas el 29 de octubre de 2024, el cual fue operada 3 veces por semana. Esta ruta fue la segunda conexión con los Estados Unidos y la tercera ruta internacional del aeropuerto, aunque debido a su baja ocupación fue suspendida.
El aeropuerto fue nombrado por General Abelardo L. Rodríguez, gobernador general del Territorio de Baja California, durante 1923-1930 y posterior Presidente de México durante 1932-1934.

### Expansión

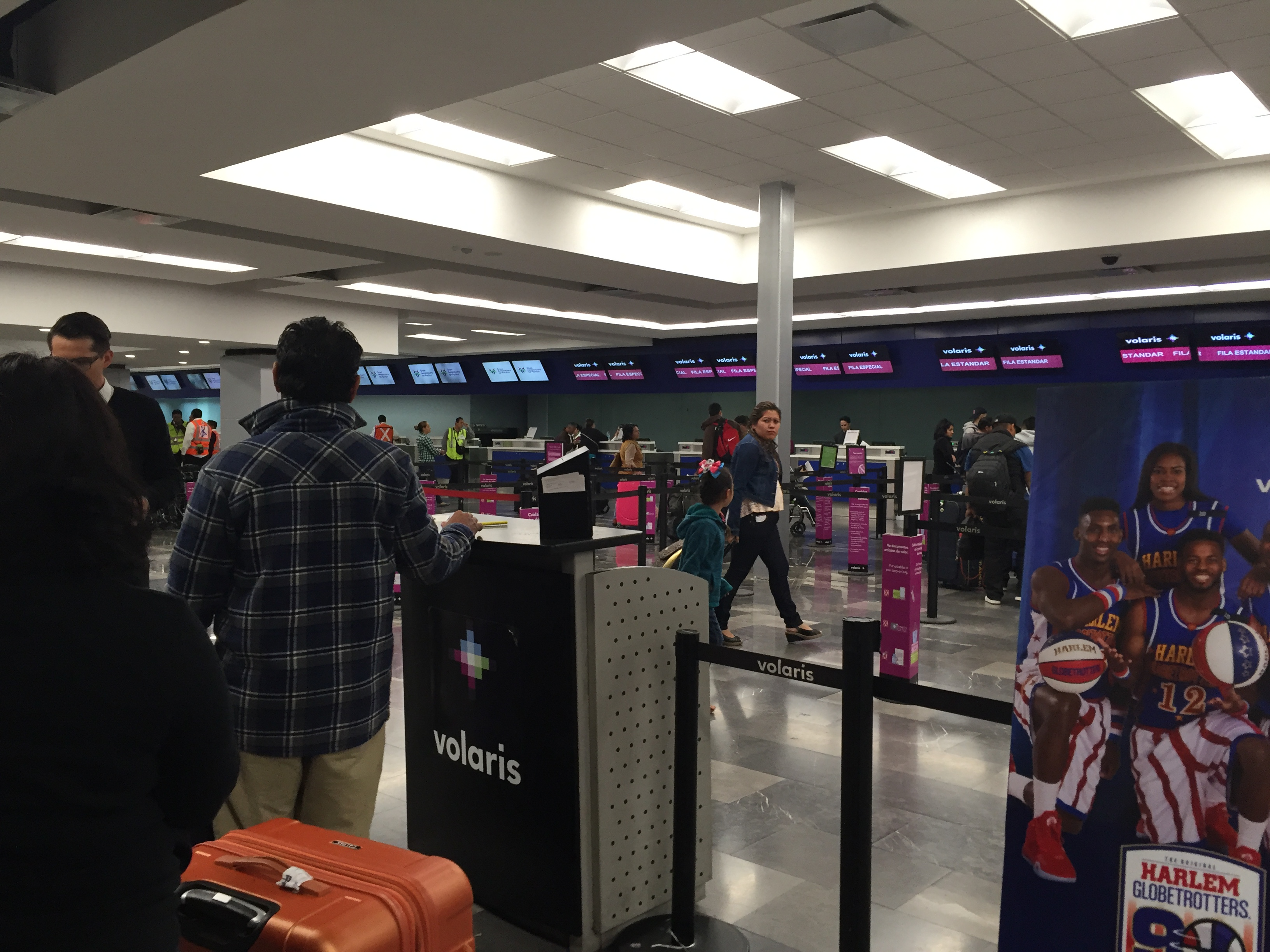
Mostradores de documentación del aeropuerto.

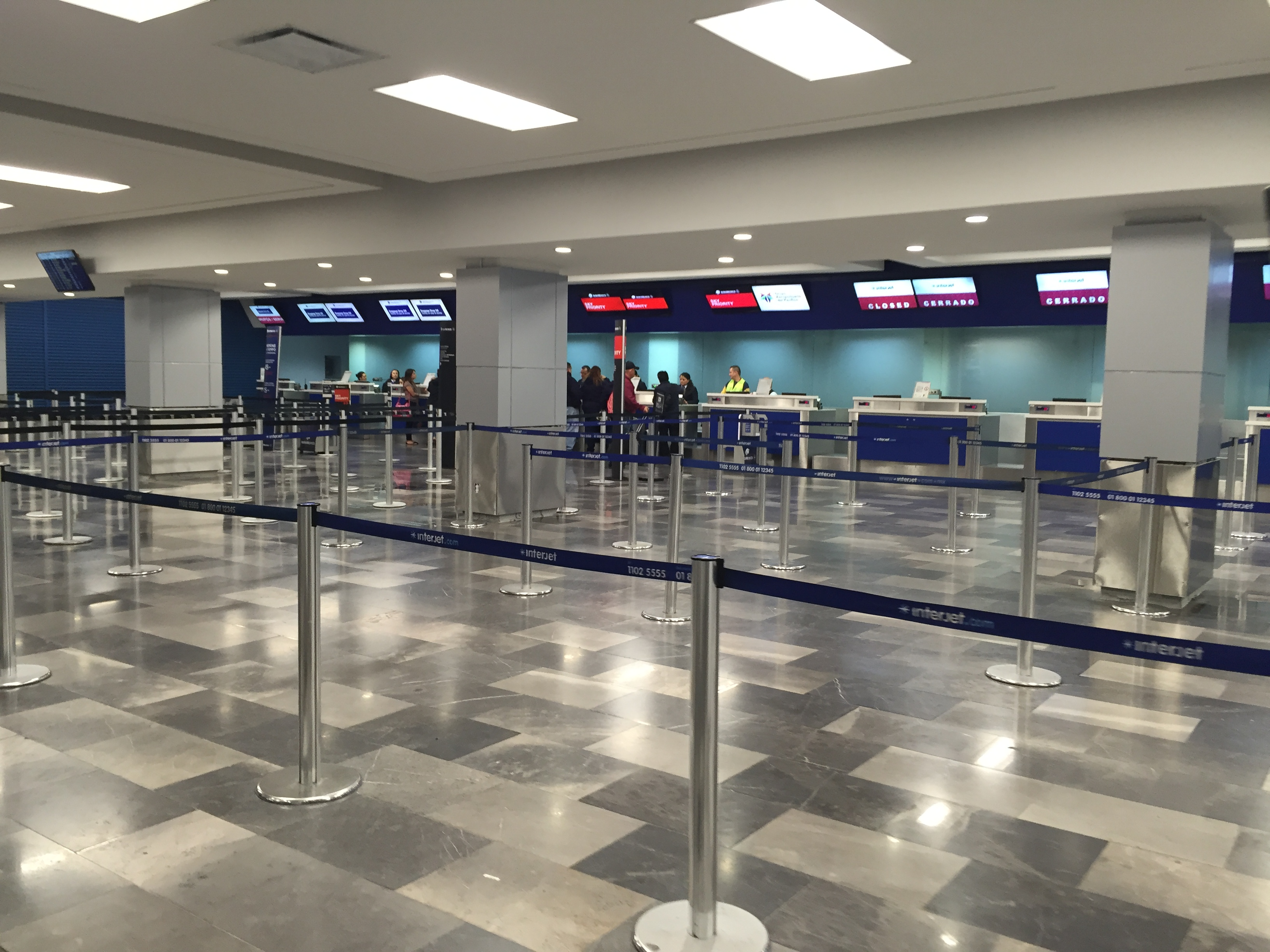
Mostradores de documentación del aeropuerto.

La terminal del aeropuerto fue expandida y renovada en el 2002, cuando la extensión de las salas A y B fue construida, permitiendo que la terminal duplicara su capacidad. Diversas calles de rodaje también fueron expandidos, para permitir las operaciones de aviones más grandes como el Boeing 747. No obstante, a pesar de que el aeropuerto se ha convertido en uno de los más importantes centros y puertas en el país, y la única puerta de enlace de Asia a Latinoamérica, hay un plan de una nueva terminal, que podría albergar las operaciones de la principal línea aérea en el aeropuerto: Aeroméxico (incluyendo a Aeroméxico Connect). Al día de hoy, ambas salas han sido ampliadas y remodeladas, incluyendo la introducción progresiva de pasarelas de acceso a aeronaves de vidrio, reemplazando las antiguas.
Desde la inauguración de los vuelos a Tokio y Shanghái, Aeroméxico ha pedido más posiciones capaces de manejar al Boeing 777, ya que solo hay una disponible en la sala donde opera la aerolínea. Las autoridades del aeropuerto, por lo tanto, han declarado que están considerando la posibilidad de construir una nueva Sala, con 7 puertas, de las cuales dos de ellas podrían recibir al Boeing 777, incluso con doble pasarela de acceso para cada posición, pero incrementando las tarifas en esos vuelos seleccionados. No ha habido una declaración oficial en nombre del aeropuerto ni de la compañía aérea sobre esta cuestión.

#### Terminal Binacional
En 2008, autoridades tanto de México como de Estados Unidos lanzaron el proyecto Frontera Inteligente 2010, que exponía la intención de construir una terminal alternativa México-EUA que aliviara la congestión del Aeropuerto Internacional de San Diego. El proyecto consiste en un edificio terminal en suelo estadounidense, cercano a la frontera, con estacionamiento, mostradores y oficinas de aduana que estarían unidas al aeropuerto de Tijuana por medio de un puente que cruce la frontera.
Los terrenos del lado estadounidense de la frontera han sido adquiridos para este proyecto y la ex Secretaria de Estado Hillary Clinton dio su aprobación; por lo que el proyecto fue desarrollado y entre 2014 y 2015 y fue inaugurado el 9 de diciembre de 2015, lo que funcionará como imán turístico para Tijuana permitiéndole abrir en un futuro nuevos vuelos nacionales e internacionales.

## Información

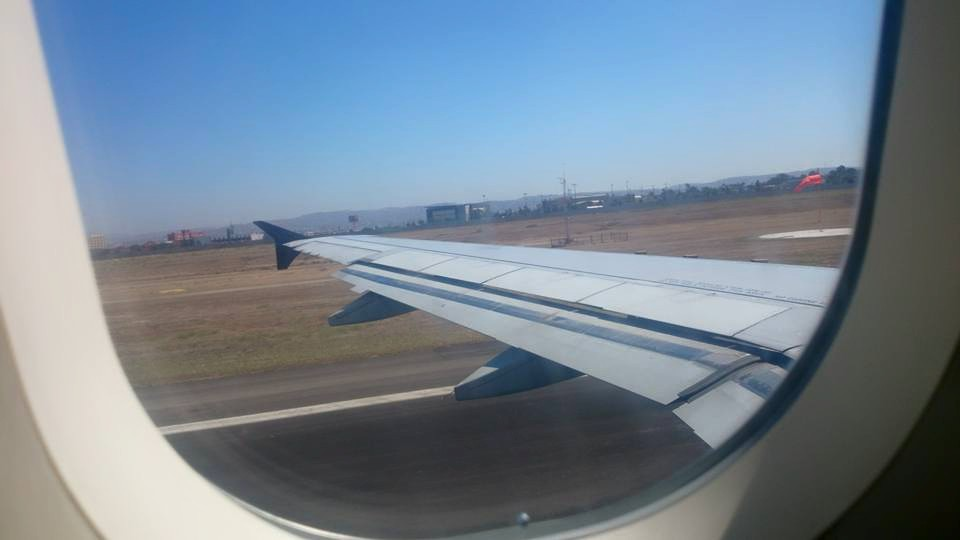
Vista desde la pista de aterrizaje del aeropuerto.

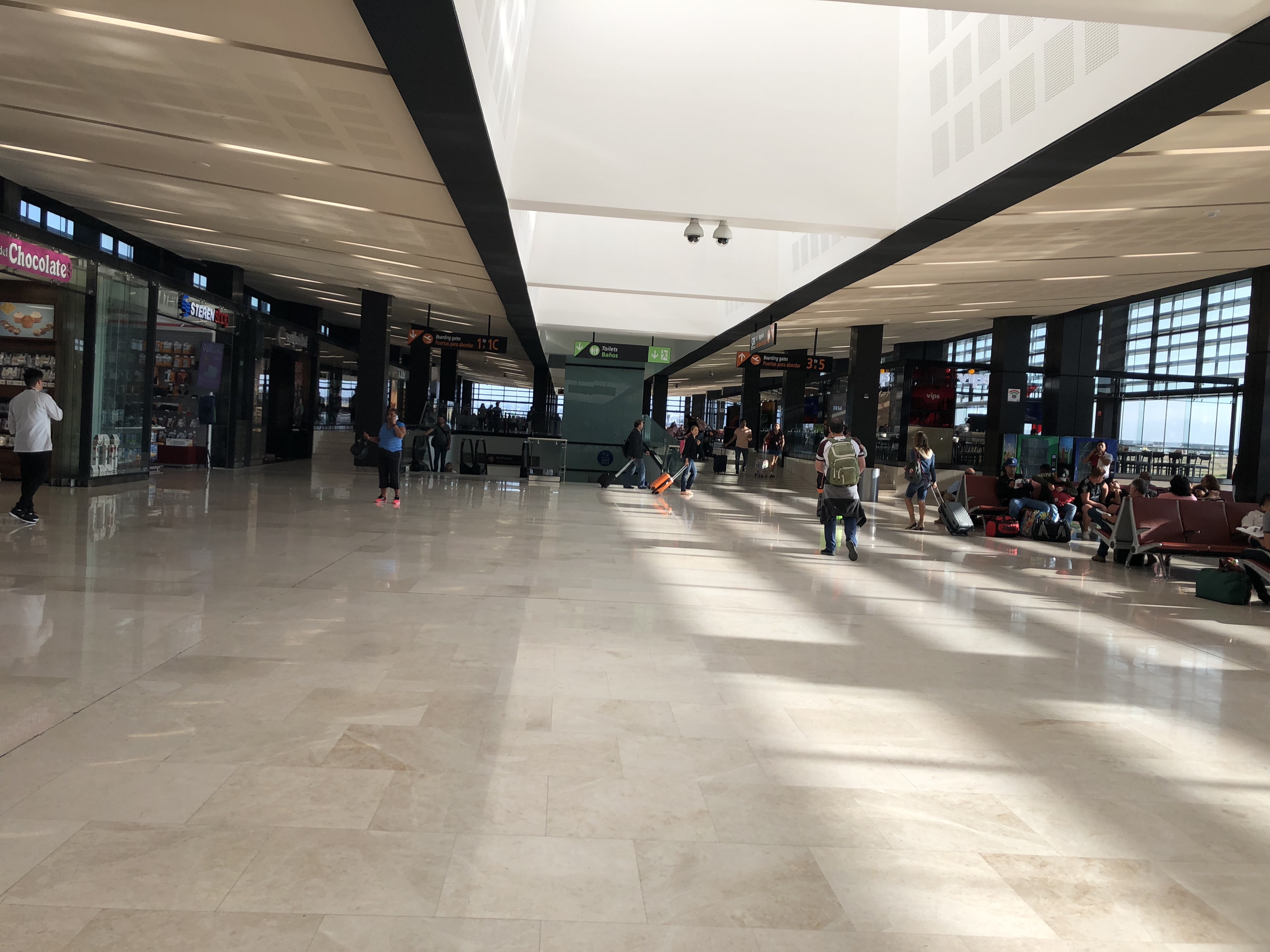
Puertas 3-5 del aeropuerto.

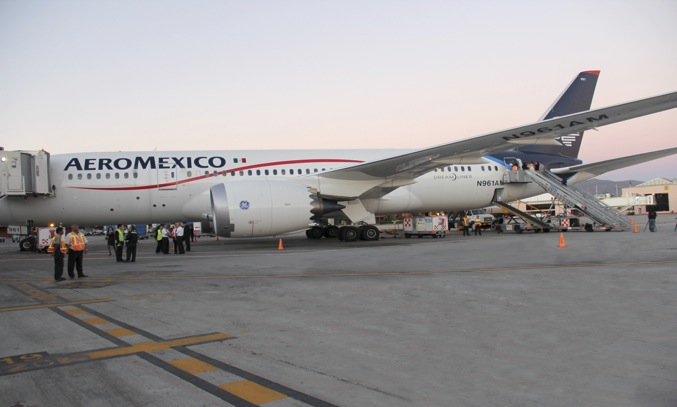
B787 de Aeroméxico en su llegada al aeropuerto.

La pista de aterrizaje del aeropuerto de Tijuana está aproximadamente 300 metros al sur de la frontera entre Estados Unidos y México. Regularmente, los aviones aterrizan este-oeste de la pista 27/09, pero cuando existen condiciones de vientos de Santa Ana en la región, los aviones aterrizan oeste-este, teniendo que entrar durante unos minutos a territorio estadounidense para realizar las maniobras de aterrizaje. La pista del aeropuerto se localiza justo a 300 metros de distancia de la Universidad Autónoma de Baja California.
El Aeropuerto Municipal Brown Field (SDM / KSDM) en San Diego, California, se encuentra a 1 milla náutica al norte de TIJ, con una pista de aterrizaje similar y con ligera orientación distinta (08 / 26). Sin embargo, SDM es un campo para aviación general no establecido para el servicio regular de pasajeros.
El aeropuerto fue base de operaciones y mantenimiento de la extinta aerolínea de bajo costo de México, Avolar (desde agosto de 2005 hasta octubre de 2008) usando el hangar Matrix, el único hangar en Latinoamérica con capacidad para albergar tres Boeing 747 a la vez. Actualmente este hangar es ocupado por Volaris la principal aerolínea en el aeropuerto.
El aeropuerto, comercialmente hablando, tiene una sola pista, con una calle de rodaje paralela a la misma. La terminal cuenta con 23 puertas, dos salas de última espera y una torre de control de alta tecnología, considerada como una de las más altas de México. Tiene la capacidad de operar aviones 747.
Pensando en dar un toque regional, las salas de última espera, asemeja al cuerpo de una ballena, donde al final de estas se puede apreciar con las vigas de acero la aleta trasera de una ballena.
En total se cuenta con 10 pasarelas de acceso de cristal y con aire acondicionado, aptos para recibir a cualquier aeronave.
Se brinda servicio de traslado en cuestión para las posiciones remotas, donde al pasajero se le traslada hasta el edificio terminal.
Actualmente se brinda el servicio de 2 aerocares con capacidad para 80 pasajeros, cuentan con aire acondicionado, sonido local y servicio para UNES (usuarios con necesidades especiales).
El Edificio de Aviación General está habilitado para albergar hasta 120 personas por hora y cuenta con todos los servicios para comodidad del pasajero en sus vuelos privados.
Cuenta con una superficie de 420 metros cuadrados, donde alberga a dependencias, oficinas administrativas, sala de pilotos y sala para pasajeros.
Al aeropuerto suelen llegar semanalmente vuelos en el moderno Boeing 787 de Aeroméxico cubriendo la ruta Ciudad de México-Tijuana.
La aerolínea de bajo costo Volaris cubre todos los destinos naciones que salen y llegan actualmente desde el aeropuerto, consolidándose como la única en la historia en atender 39 ciudades simultáneamente desde el aeropuerto, además de tener el vuelo más largo del país desde Tijuana hacia Tapachula, con un tiempo de vuelo de 4 horas y 59 minutos.

### Instalaciones militares
La Base Aérea Militar No. 12 son instalaciones de la Fuerza Aérea Mexicana ubicadas en el Aeropuerto de Tijuana, actualmente no tiene un escuadrón aéreo asignado. Cuenta con una plataforma de aviación de 14,400 metros cuadrados, 1 hangar y demás instalaciones para el alojamiento de efectivos de la fuerza aérea. Su comandante es el Coronel de Fuerza Aérea Piloto Aviador Diplomado de Estado Mayor Aéreo Victor Hugo López del Valle.

## Especificaciones

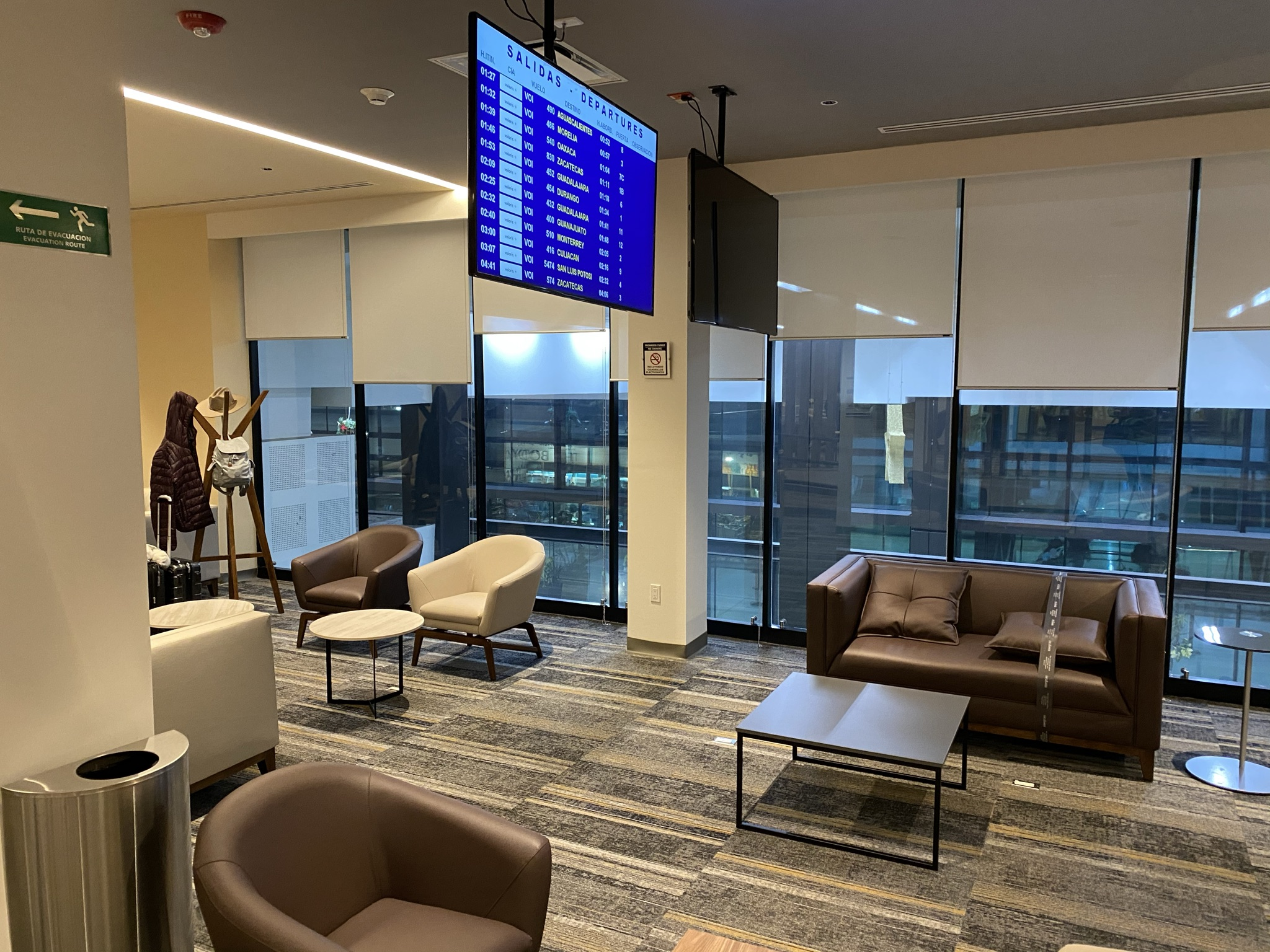
Salón VIP Lounge del aeropuerto de Tijuana.

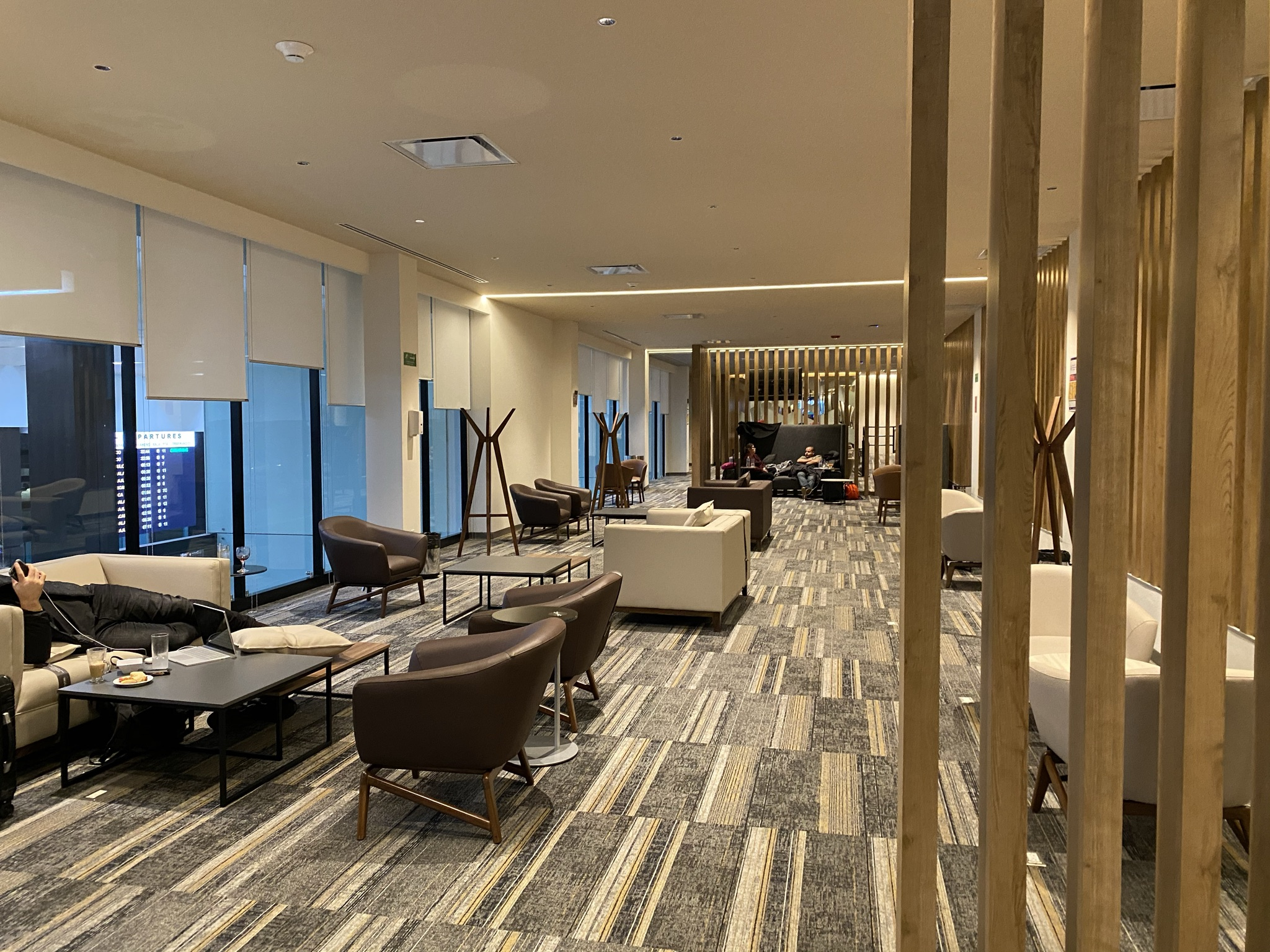
Salón VIP Lounge del aeropuerto de Tijuana.

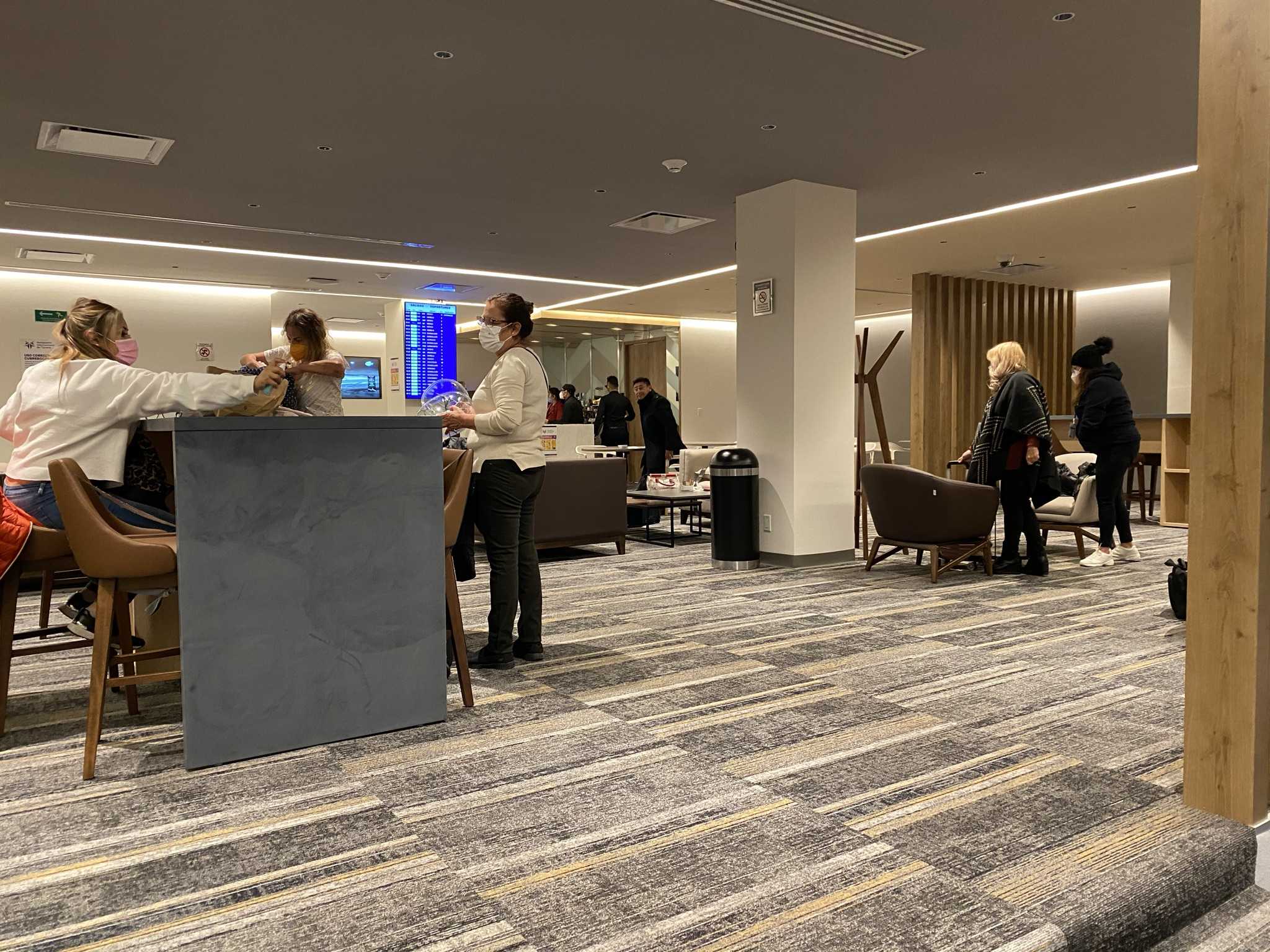
Salón VIP Lounge del aeropuerto de Tijuana.

Comercialmente hablando, el aeropuerto se compone de una pista de aterrizaje, una calle de rodaje paralela y un edificio terminal principal con 23 puertas y dos Salas, área de comida rápida y una torre de control de alta tecnología, una de las más altas de México. En el lado opuesto del Edificio Terminal principal se encuentra otra terminal, la Antigua Terminal del Aeropuerto, que alberga la aviación militar, usado principalmente por la Fuerza Aérea Mexicana. El aeropuerto también es usado en menor medida por la aviación general que alberga al Edificio de Aviación General (Terminal EAG).
Terminal Principal:
- Número de puertas: 23
- Posiciones de contacto: 12
- Número de pasarelas de acceso: 10
- Número de carruseles de reclamo de equipaje: 6
- Salones:
  - Sala VIP Tijuana (Terminal Principal - Primer Piso)
- Área de Comida Rápida (Salas A, B - Planta Baja y Primer Piso)
- Aduanas (Área de Llegadas)
- Taxis y renta de autos (Área de Llegadas y Salidas)
- Autobuses (Área de Llegadas y Salidas)
- Duty Free (Corredor Principal, Salas A, B)
- Área de Estacionamiento (Edificio E)

Terminal EAG:
- Plataforma de aviación general
- VIP Room
- Sala de pilotos
- Salón de pasajeros

 Antigua Terminal:
- Calle de Rodaje
- Posiciones de contacto: 2
- Helipuertos: 2
- Área de Estacionamiento

## Cross Border Xpress

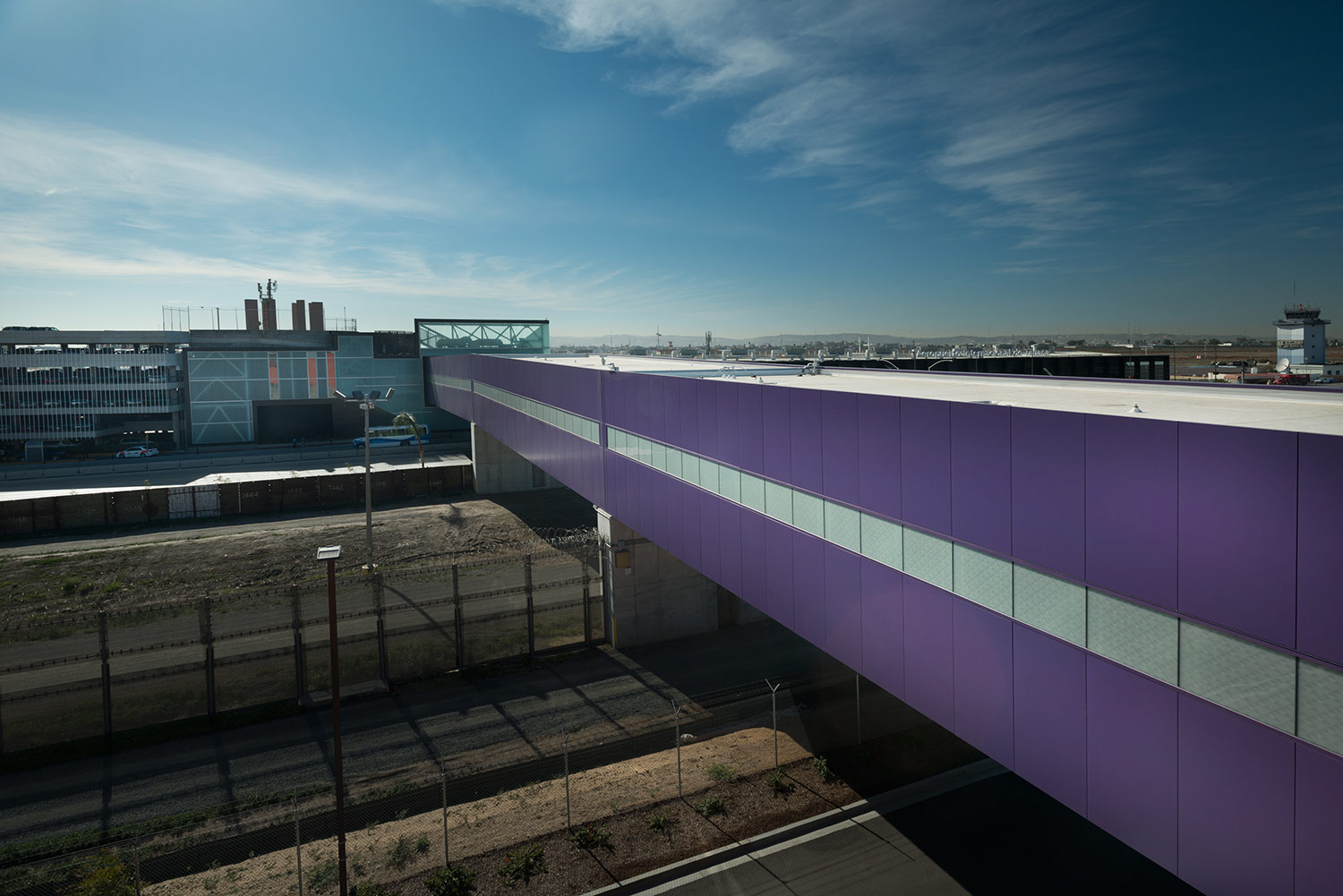
Cross Border Express, Otay Mesa, California.

El Puente Transfronterizo Cross Border Xpress (CBX) es un paso elevado que conecta directamente a los pasajeros del Aeropuerto Internacional de Tijuana hacia San Diego, Estados Unidos.
Es la manera más rápida, más segura y sin obstáculos para que los pasajeros con pasaje de avión de una aerolínea crucen de San Diego al Aeropuerto de Tijuana y viceversa.
Características:
- Es un edificio único en su tipo a nivel mundial.
- El puente tiene una longitud de 120 metros.
- Cuenta con tiendas Duty Free, restaurantes y comercios.
- Posee servicios de traslado y arrendamiento vehicular.
| Año  | Usuarios Totales | cambio en % |
| 2016 | 1,359,500        | Sin cambios |
| 2017 | 1,922,000        | 41.4%       |
| 2018 | 2,261,500        | 17.7%       |
| 2019 | 2,897,900        | 28.1%       |
| 2020 | 1,705,700        | 41.1%       |
| 2021 | 2,754,300        | 61.5%       |
| 2022 | 4,186,500        | 52.0%       |
| ---- | ---------------- | ----------- |

Adquisición de boletos
El costo del boleto para utilizar el paso fronterizo es de 16 dólares o su equivalente en pesos, con un descuento de 20% para menores.
Puedes adquirirlo a través del módulo CBX que se encuentra en la zona de reclamo de equipaje del Aeropuerto de Tijuana o en la terminal de Otay en San Diego, mostrando el pase de abordar o boleto de avión.

### Galería de fotos de Cross Border Xpress

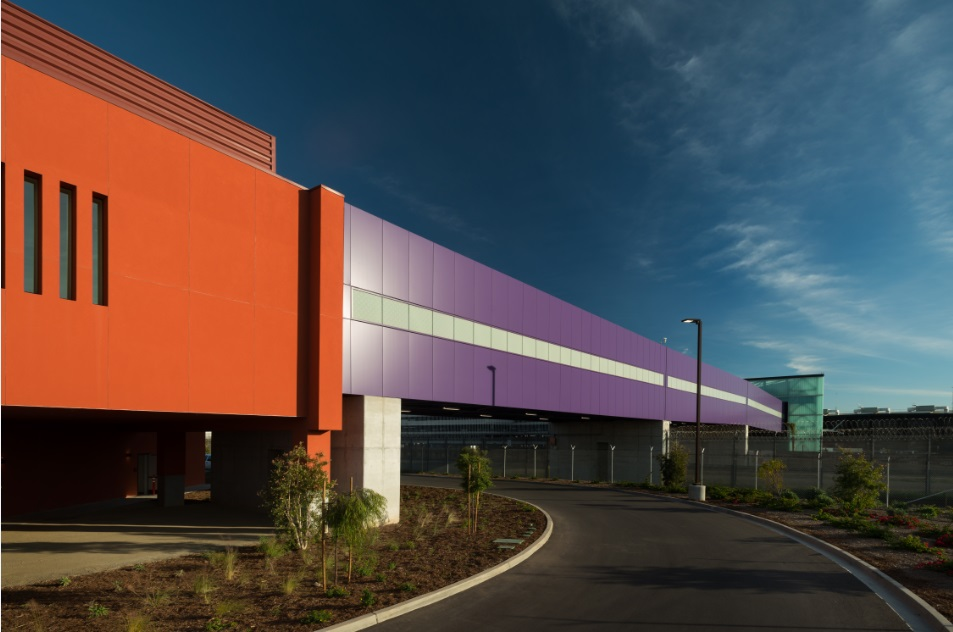
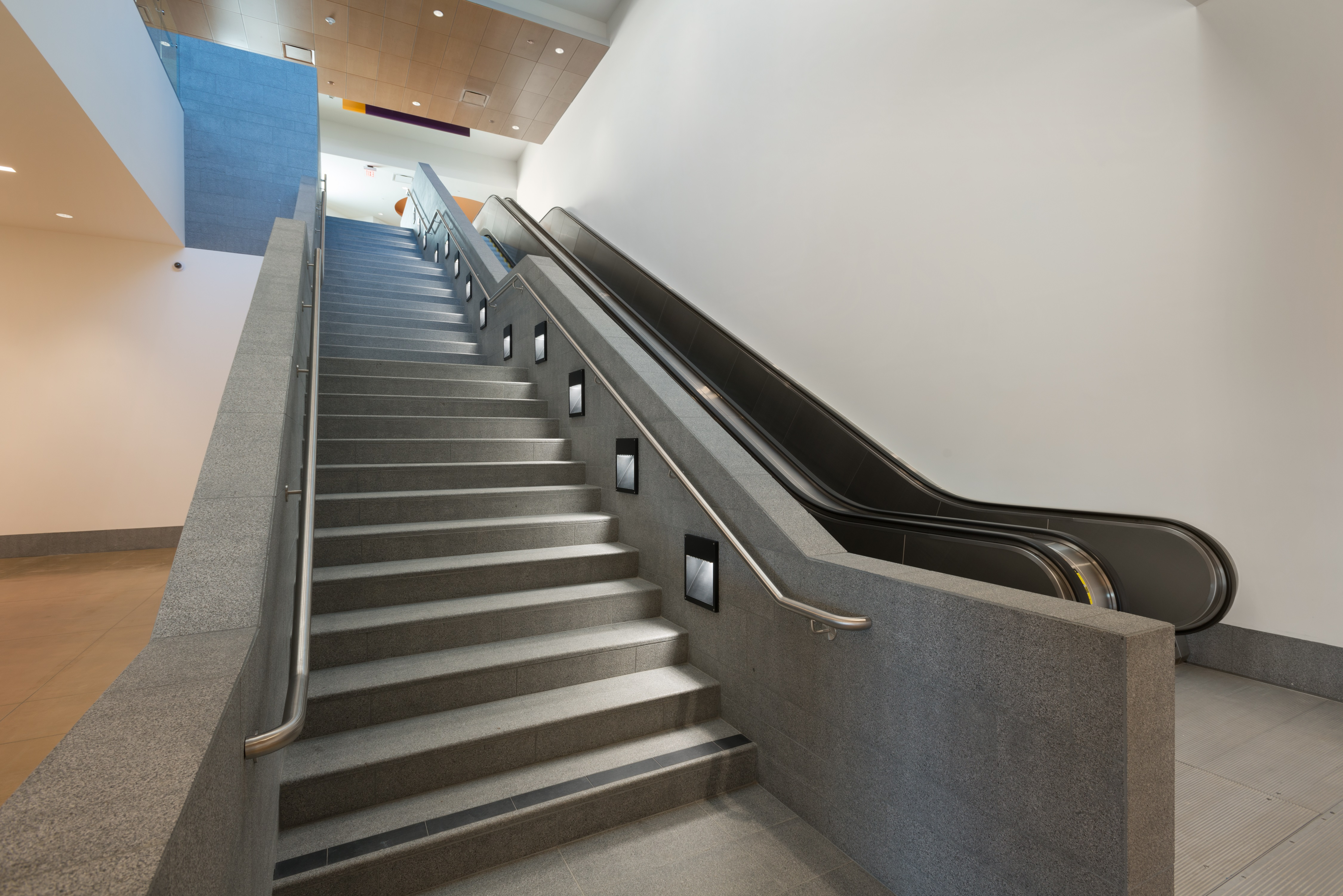
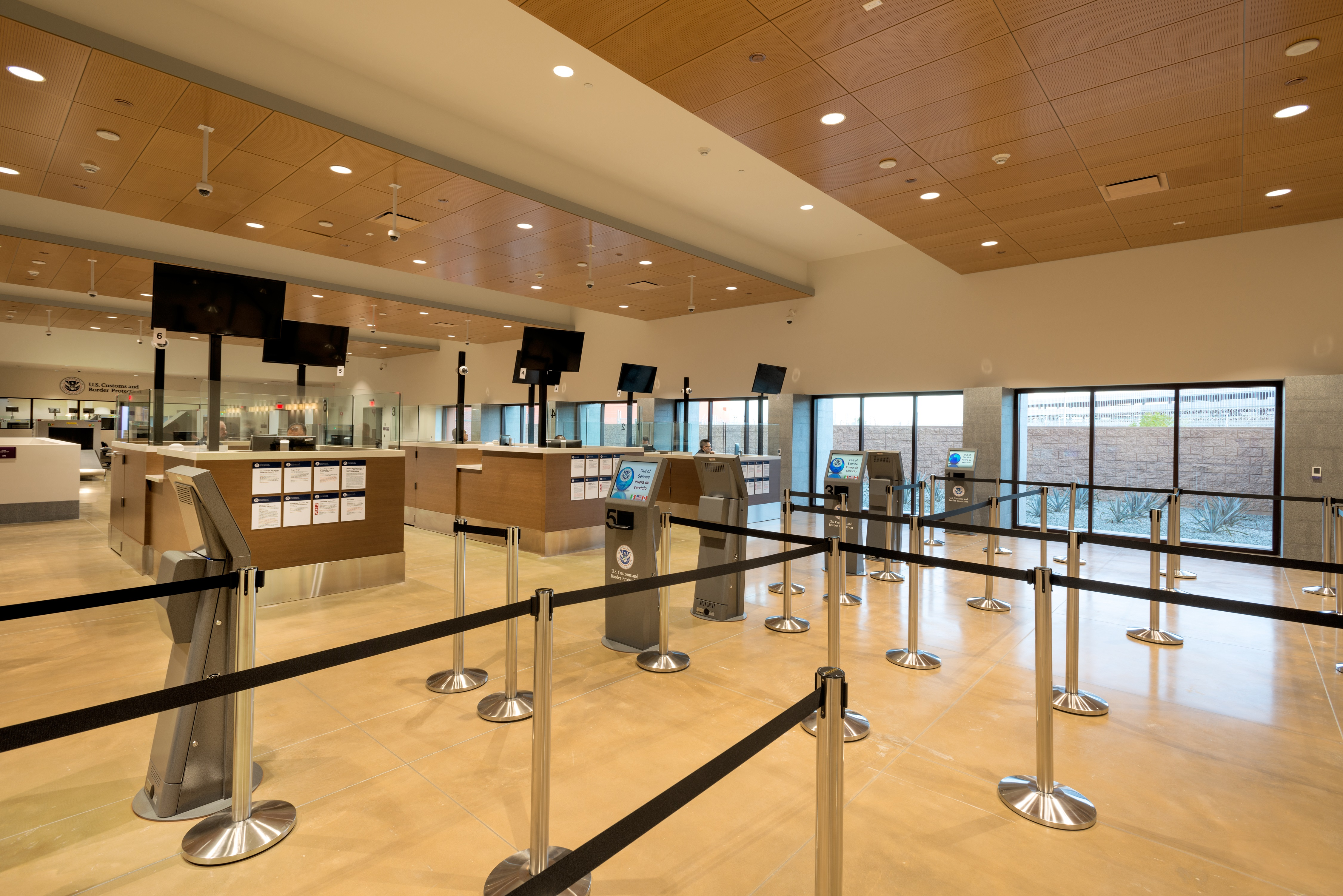
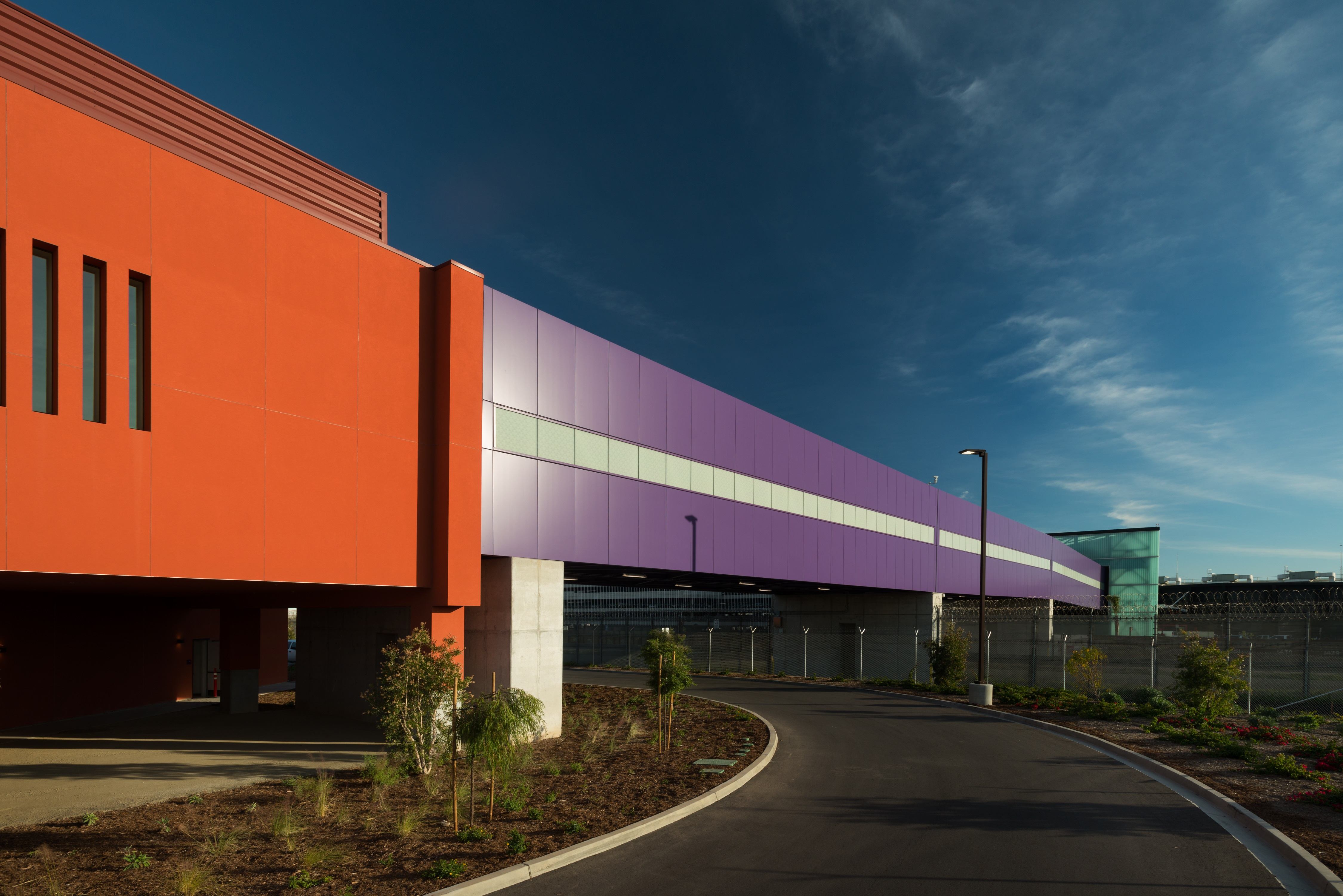

## Aerolíneas y destinos

### Pasajeros

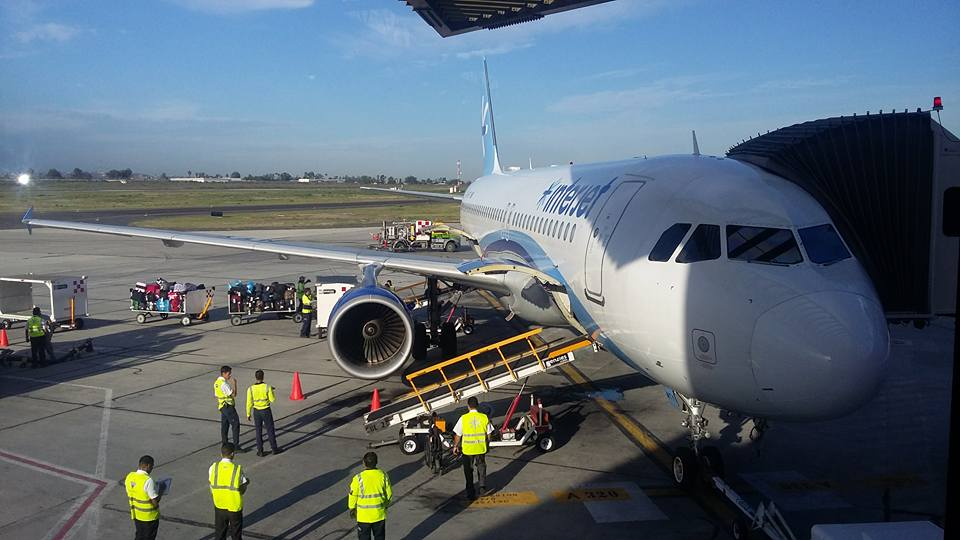
A320 de Interjet en plataforma.

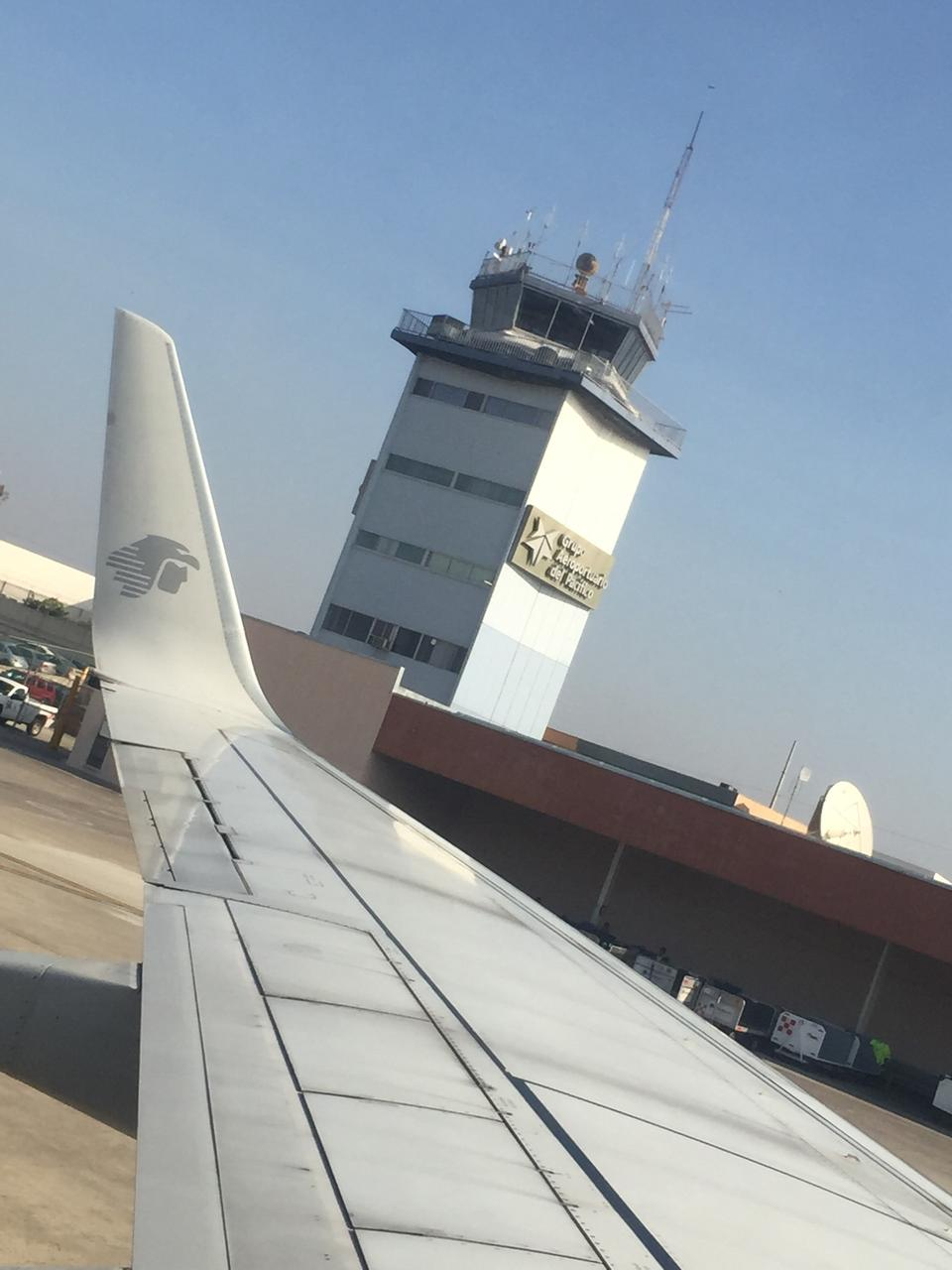
Torre de control del aeropuerto.

El Aeropuerto internacional de Tijuana (AIT) tiene 2 terminales, la terminal civil/comercial y la terminal EAG. Al mismo tiempo, la terminal civil/comercial se divide en 2 salas. La sala A que va de las puertas A1 a la A6 y la sala B que va de las puertas B7 a la B12. 
| Destinos por aerolínea                                                                                  | Destinos por aerolínea | Destinos por aerolínea | Destinos por aerolínea |
| Aerolínea                                                                                               | Destinos |                        |                        |
| --- | --- | ---------------------- | ---------------------- |
| Aeroméxico                                                                                              | Ciudad de México Estacional: Guadalajara |                        |                        |
| American Eagle                                                                                          | Phoenix–Sky Harbor |                        |                        |
| China Southern Airlines                                                                                 | Shenzhen |                        |                        |
| Hainan Airlines                                                                                         | Pekín–Capital |                        |                        |
| Magnicharters                                                                                           | Estacional: Guadalajara |                        |                        |
| Mexicana de Aviación                                                                                    | Ciudad de México–AIFA |                        |                        |
| Viva | Cancún, Ciudad de México, Ciudad de México–AIFA, Culiacán, Guadalajara, Hermosillo, La Paz, León/El Bajío, Mazatlán, Mérida Monterrey, Morelia, Oaxaca, Puebla, Puerto Vallarta, Querétaro, Veracruz |                        |                        |
| Volaris                                                                                                 | Acapulco, Aguascalientes, Cancún, Chihuahua, Ciudad de México, Ciudad de México–AIFA, Ciudad Juárez, Ciudad Obregón, Colima, Culiacán, Durango, Guadalajara, Hermosillo, Huatulco, Ixtapa/Zihuatanejo, La Paz, León/El Bajío, Loreto, Los Mochis, Mazatlán, Mérida, Monterrey, Morelia, Oaxaca, Puebla, Puerto Escondido, Puerto Vallarta, Querétaro, San José del Cabo, San Luis Potosí, Tapachula, Tepic, Toluca, Torreón/Gómez Palacio, Tuxtla Gutiérrez, Uruapan, Veracruz, Villahermosa, Zacatecas |                        |                        |
| Total: 43 destinos (40 nacionales y 3 internacionales), 8 aerolíneas (5 nacionales y 3 internacionales) | |                        |                        |

Notas
1. ↑  El vuelo de Viva con destino Mérida hace escala en Monterrey.

### Carga
| Aerolíneas                          | Destinos                               |
| ----------------------------------- | -------------------------------------- |
| Aeronaves TSM                       | Hermosillo, Querétaro                  |
| AeroUnion                           | Ciudad de México–AIFA                  |
| Ameriflight                         | Ontario, Phoenix–Sky Harbor            |
| China Southern Cargo                | Ciudad de México–AIFA, Shanghái-Pudong |
| Estafeta                            | Culiacán, Hermosillo                   |
| FedEx Express                       | Memphis, Wichita                       |
| IFL Group opperado por FedEx Feeder | San Diego                              |

### Destinos nacionales

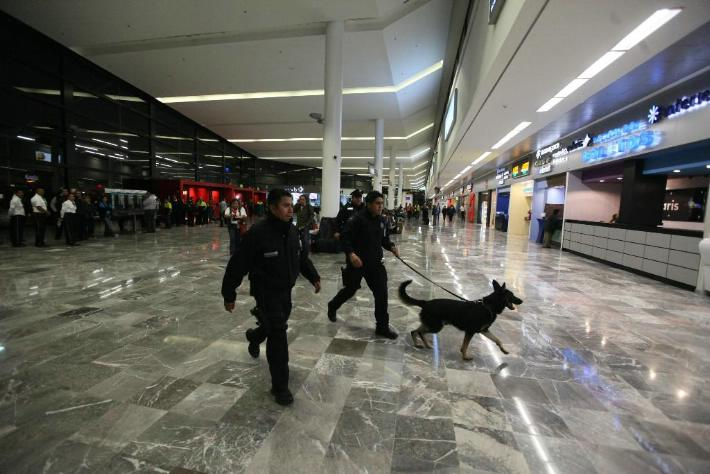
Pasillo principal del aeropuerto.

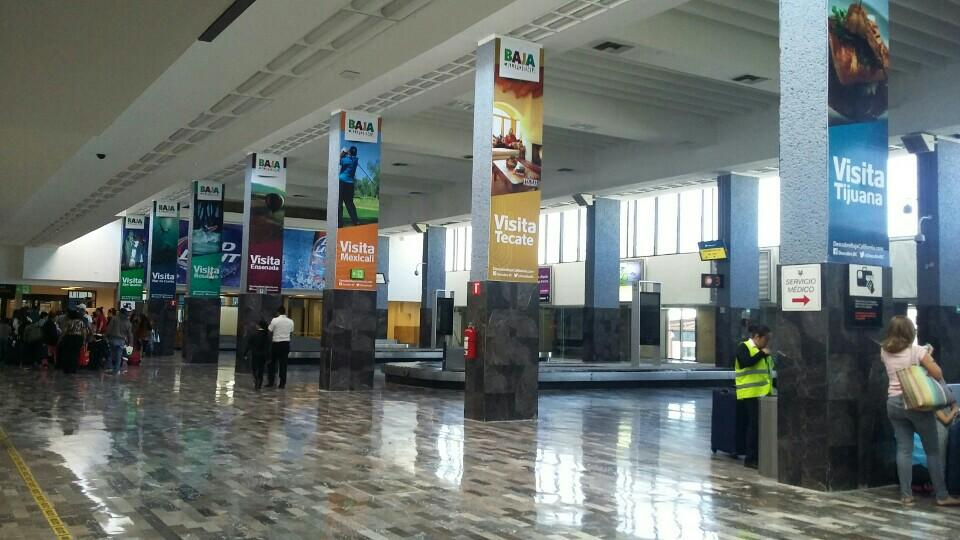
Bandas de reclamo de equipaje.

Se brinda servicio a 40 ciudades dentro del país a cargo de 7 aerolíneas.
| Acapulco (ACA)           | •  |    |   |   |   | 1  |
| Aguascalientes (AGU)     | •  |    |   |   |   | 1  |
| Cancún (CUN)             | •  | •  |   |   |   | 2  |
| Chihuahua (CUU)          | •  |    |   |   |   | 1  |
| Ciudad de México (MEX)   | •  | •  | • |   |   | 3  |
| Ciudad de México (NLU)   | •  | •  |   |   | • | 3  |
| Ciudad Juárez (CJS)      | •  |    |   |   |   | 1  |
| Ciudad Obregón (CEN)     | •  |    |   |   |   | 1  |
| Colima (CLQ)             | •  |    |   |   |   | 1  |
| Culiacán (CUL)           | •  | •  |   |   |   | 2  |
| Durango (DGO)            | •  |    |   |   |   | 1  |
| Guadalajara (GDL)        | •  | •  | • | • |   | 4  |
| Hermosillo (HMO)         | •  | •  |   |   |   | 2  |
| Huatulco (HUX)           | •  |    |   |   |   | 1  |
| Ixtapa-Zihuatanejo (ZIH) | •  |    |   |   |   | 1  |
| La Paz (LAP)             | •  | •  |   |   |   | 2  |
| León/El Bajío (BJX)      | •  | •  |   |   |   | 2  |
| Los Mochis (LMM)         | •  |    |   |   |   | 1  |
| Loreto (LTO)             | •  |    |   |   |   | 1  |
| Mazatlán (MZT)           | •  | •  |   |   |   | 2  |
| Mérida (MID)             | •  | •  |   |   |   | 2  |
| Monterrey (MTY)          | •  | •  |   |   |   | 2  |
| Morelia (MLM)            | •  | •  |   |   |   | 2  |
| Oaxaca (OAX)             | •  | •  |   |   |   | 2  |
| Puebla (PBC)             | •  | •  |   |   |   | 2  |
| Puerto Escondido (PXM)   | •  |    |   |   |   | 1  |
| Puerto Vallarta (PVR)    | •  | •  |   |   |   | 2  |
| Querétaro (QRO)          | •  | •  |   |   |   | 2  |
| San José del Cabo (SJD)  | •  | •  |   |   |   | 2  |
| San Luis Potosí (SLP)    | •  |    |   |   |   | 1  |
| Tapachula (TAP)          | •  |    |   |   |   | 1  |
| Tepic (TPQ)              | •  |    |   |   |   | 1  |
| Toluca (TLC)             | •  |    |   |   |   | 1  |
| Torreón (TRC)            | •  |    |   |   |   | 1  |
| Tulum (TQO)              |    | •  |   |   |   | 1  |
| Tuxtla Gutiérrez (TGZ)   | •  |    |   |   |   | 1  |
| Uruapan (UPN)            | •  |    |   |   |   | 1  |
| Veracruz (VER)           | •  | •  |   |   |   | 2  |
| Villahermosa (VSA)       | •  |    |   |   |   | 1  |
| Zacatecas (ZCL)          | •  |    |   |   |   | 1  |
| Total                    | 39 | 19 | 2 | 1 | 1 | 40 |

### Destinos internacionales
Se brinda servicio a 1 ciudad en Estados Unidos y 2 en China a cargo de 3 aerolíneas.
| Ciudades                                  | Nombre del aeropuerto                          | Aerolíneas              |              |
| Norteamérica                              | Norteamérica                                   | Norteamérica            | Norteamérica |
| ----------------------------------------- | ---------------------------------------------- | ----------------------- | ------------ |
| Estados Unidos (1 destino, 1 aerolínea)   |                                                |                         |              |
| Phoenix, Arizona                          | Aeropuerto Internacional de Phoenix-Sky Harbor | American Eagle          |              |
| Asia                                      |                                                |                         |              |
| China (2 destinos, 2 aerolíneas)          |                                                |                         |              |
| Pekín                                     | Aeropuerto Internacional de Pekín-Capital      | Hainan Airlines         |              |
| Shenzhen                                  | Aeropuerto Internacional de Shenzhen-Bao'an    | China Southern Airlines |              |
| Total: 3 destinos, 2 países, 3 aerolíneas |                                                |                         |              |

### Antigua Terminal

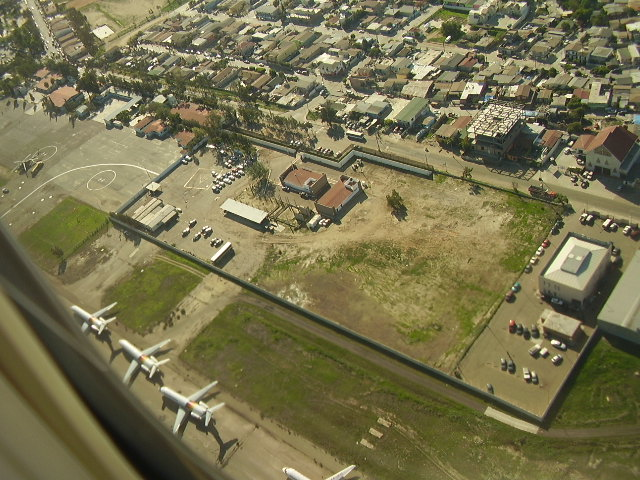
Antigua Terminal vista desde arriba, abajo a la izquierda aeronaves DC-9 de Aerocalifornia.

La Antigua Terminal (conocida localmente como Aeropuerto Viejo) se establece para la aviación de las Fuerzas Armadas de México y las fuerzas de la policía federal. Esta base aérea militar pertenece a la Región Noroeste de la Fuerza Aérea Mexicana.
- Fuerzas Armadas de México
  - Ejército Mexicano
  - Fuerza Aérea Mexicana
- Agencias de la Oficina de la Procuraduría General de la República
  - Policía Federal
  - Agencia Federal de Investigación

Los vuelos procedentes de estas agencias de fuerzas armadas usualmente llegan de la Región Central de la Fuerza Aérea Mexicana, la mayoría del Aeropuerto Internacional de la Ciudad de México o de bases aéreas cercanas.

### Terminal EAG
Nota: El Edificio de Aviación General (Terminal EAG) es usado para aviones privados de aviación general/no comercial. El Edificio de Aviación General está diseñado para recibir hasta 120 personas por hora y cuenta con todos los servicios para conveniencia de los pasajeros durante sus vuelos privados. Cuenta con una superficie de 420 metros cuadrados (4,700 pies cuadrados), donde se encuentran oficinas gubernamentales, oficinas administrativas, una sala de pilotos y un salón de pasajeros.
Dos escuelas de aviación están basadas en esta terminal, junto con una línea carguera que operan aquí.
- Centro Aeronáutico de Tijuana

## Estadísticas

### Tráfico anual
| Año  | Pasajeros Totales | cambio en % |
| 2006 | 3,744,504         | Sin cambios |
| 2007 | 4,726,514         | 26.22%      |
| 2008 | 3,956,013         | 16.30%      |
| 2009 | 3,394,585         | 14.19%      |
| 2010 | 3,636,771         | 7.13%       |
| 2011 | 3,488,338         | 4.08%       |
| 2012 | 3,750,928         | 7.52%       |
| 2013 | 4,255,235         | 13.44%      |
| 2014 | 4,372,865         | 2.76%       |
| 2015 | 4,853,797         | 10.99%      |
| 2016 | 6,318,826         | 30.18%      |
| 2017 | 7,089,219         | 12.19%      |
| 2018 | 7,823,744         | 10.36%      |
| 2019 | 8,917,160         | 13.98%      |
| 2020 | 6,316,600         | 29.2%       |
| 2021 | 9,677,900         | 53.2%       |
| 2022 | 12,308,370        | 27.34%      |
| 2023 | 13,180,604        | 7.08%       |
| 2024 | 12,577,865        | 4.57%       |
| ---- | ----------------- | ----------- |

### Rutas más transitadas

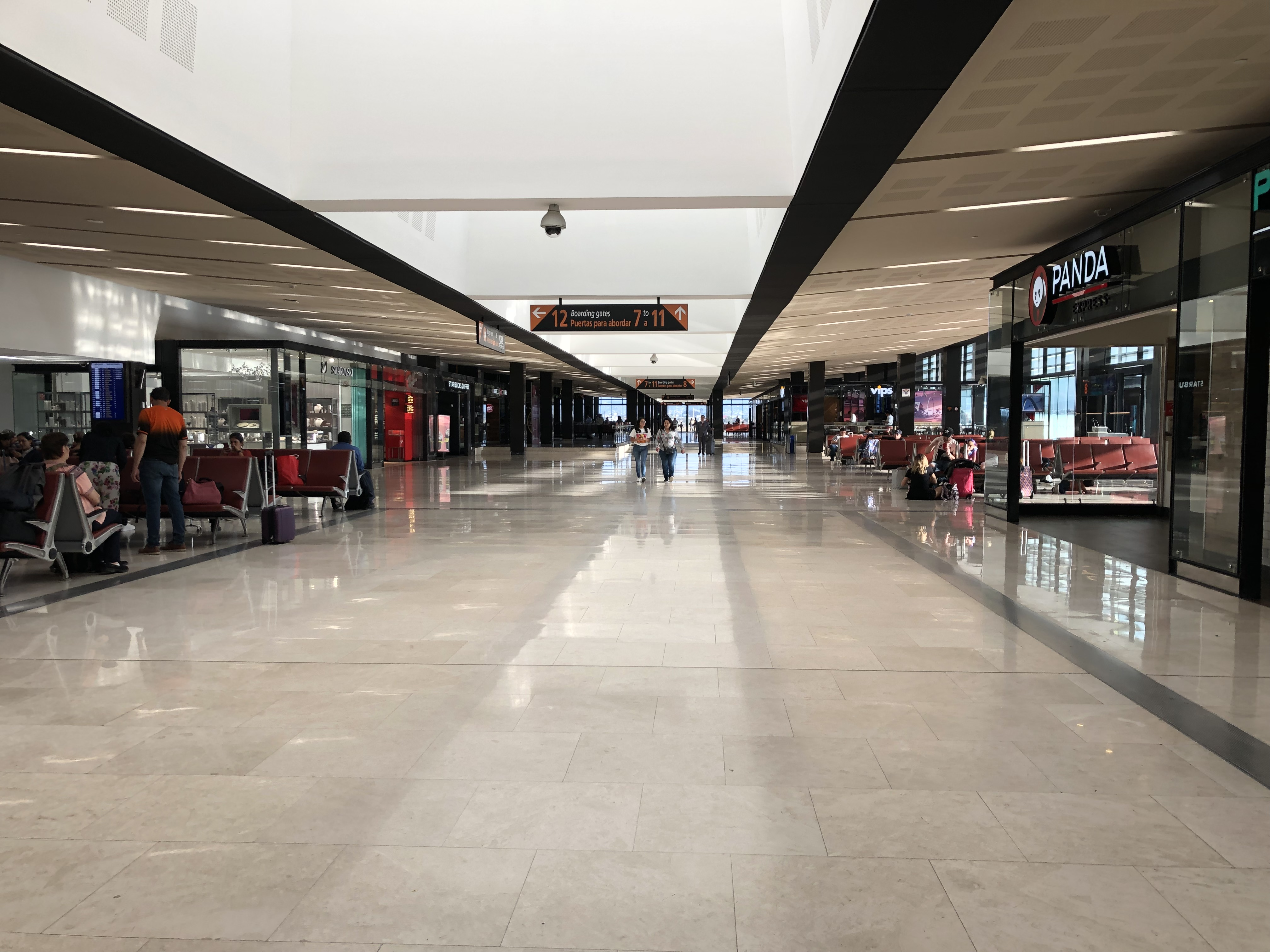
Sala B del aeropuerto.

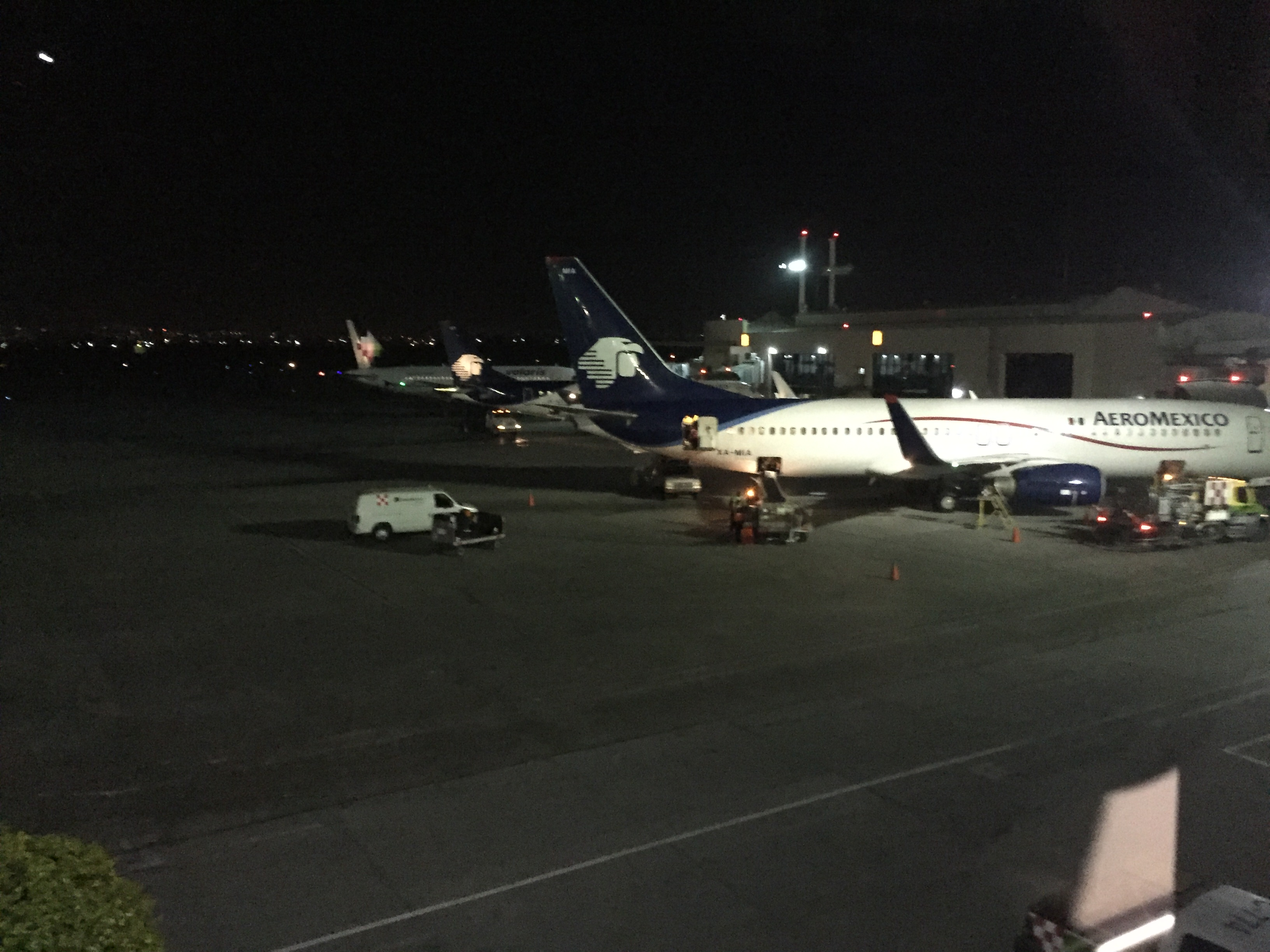
Aviones en el aeropuerto.

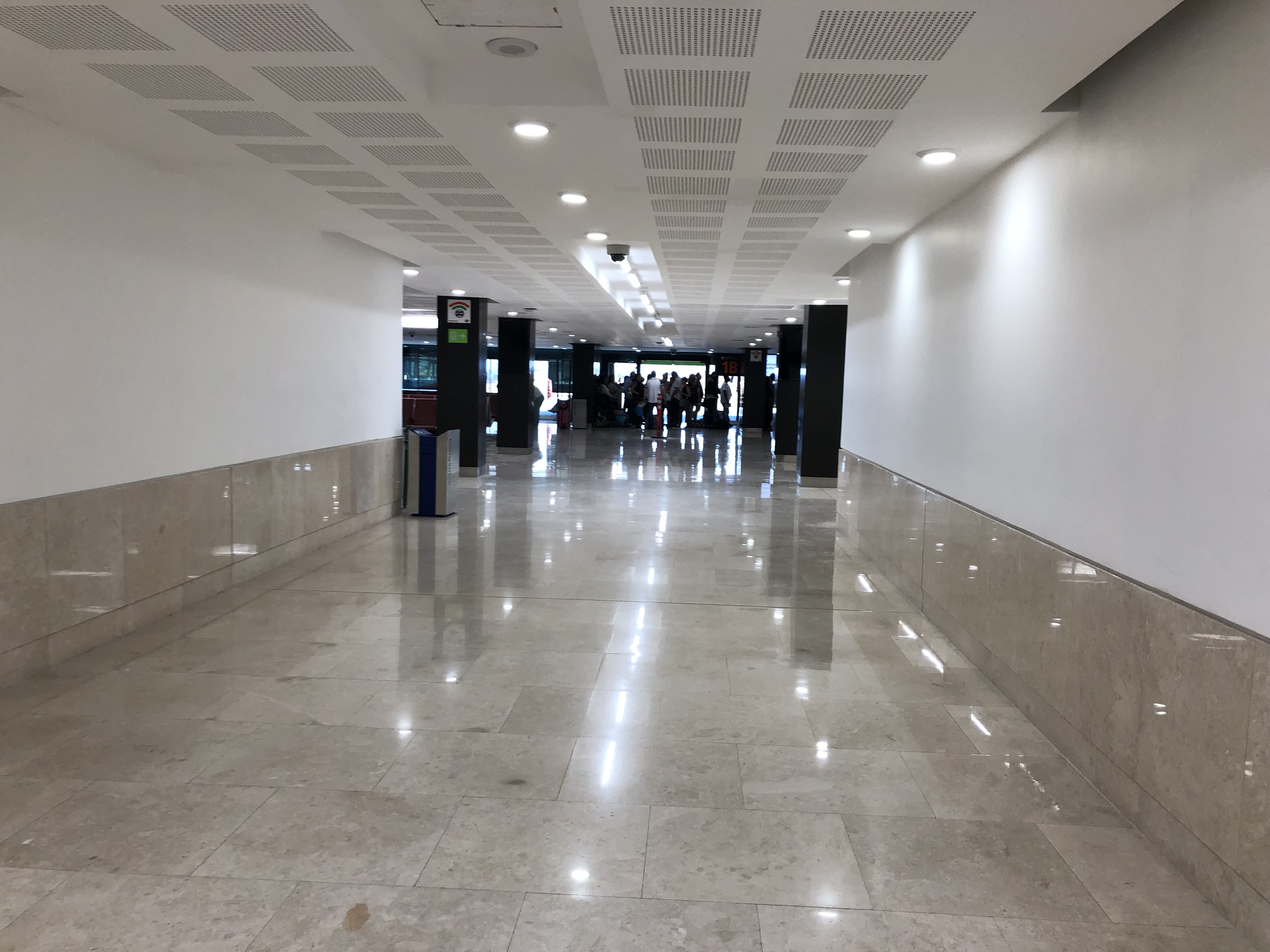
Pasillo del aeropuerto.

| Número | Ciudad                                 | Pasajeros | Clasificación | Aerolínea                                |
| ------ | -------------------------------------- | --------- | ------------- | ---------------------------------------- |
| 1      | Ciudad de México                       | 961,561   | Sin cambios   | Aeroméxico, Viva, Volaris                |
| 2      | Guadalajara, Jalisco                   | 898,627   | Sin cambios   | Aeroméxico, Magnicharters, Viva, Volaris |
| 3      | Culiacán, Sinaloa                      | 406,905   | Sin cambios   | Viva, Volaris                            |
| 4      | León, Guanajuato                       | 320,332   | Sin cambios   | Viva, Volaris                            |
| 5      | Valle de México                        | 241,821   | 10            | Mexicana, Viva, Volaris                  |
| 6      | San José del Cabo, Baja California Sur | 226,014   | 2             | Calafia Airlines, Viva, Volaris          |
| 7      | Monterrey, Nuevo León                  | 224,303   | 2             | Viva, Volaris                            |
| 8      | Morelia, Michoacán                     | 223,405   | 2             | Viva, Volaris                            |
| 9      | Mazatlán, Sinaloa                      | 209,661   | 1             | Viva, Volaris                            |
| 10     | Puerto Vallarta, Jalisco               | 206,200   | 1             | Viva, Volaris                            |
| 11     | Oaxaca, Oaxaca                         | 172,265   | 1             | Viva, Volaris                            |
| 12     | Puebla, Puebla                         | 168,606   | 1             | Viva, Volaris                            |
| 13     | Cancún, Quintana Roo                   | 151,155   | 6             | Viva, Volaris                            |
| 14     | Hermosillo, Sonora                     | 137,198   | 3             | Viva, Volaris                            |
| 15     | La Paz, Baja California Sur            | 121,805   | 1             | Calafia Airlines, Viva, Volaris          |
| 16     | Aguascalientes, Aguascalientes         | 117,209   | 2             | Volaris                                  |
| 17     | Los Mochis, Sinaloa                    | 96,752    | 2             | Volaris                                  |
| 18     | Durango, Durango                       | 79,452    | Sin cambios   | Volaris                                  |
| 19     | Colima, Colima                         | 77,279    | 1             | Volaris                                  |
| 20     | Acapulco, Guerrero                     | 74,920    | 3             | Volaris                                  |

## Aerolíneas y destinos que operaban anteriormente al AIT
| Aerolíneas                 | Destinos | Periodo   |
| -------------------------- | --- | --------- |
| Aero California            | Chihuahua, Ciudad de México, Ciudad Juárez, Colima, Ciudad Obregón, Durango, Guadalajara, Hermosillo, La Paz, León/El Bajío, Los Mochis, Manzanillo, Mazatlán, Monterrey, Puebla, Tepic, Torreón/Gómez Palacio                    | 1982-2008 |
| Aeroméxico                 | Shanghái-Pudong | 2015-2020 |
| Aeroméxico Connect         | Chihuahua, Ciudad de México, Ciudad Juárez, Ciudad Obregón, Durango, Guadalajara, Hermosillo, La Paz, León/El Bajío, Los Mochis, Mazatlán, Monterrey, Torreón/Gómez Palacio                                                       | 2001-2020 |
| Aerolíneas Internacionales | Cuernavaca, Ciudad de México, Ciudad Juárez, Guadalajara, Hermosillo, Monterrey | 1994-2003 |
| Aviacsa                    | Acapulco, Chihuahua, Ciudad de México, Ciudad Juárez, Culiacán, León/El Bajío, Guadalajara, Hermosillo, León/El Bajío, Monterrey, Morelia, Oaxaca                                                                                 | 1992-2009 |
| Alma de México             | Chihuahua, Ciudad Juárez, Ciudad Obregón, La Paz, Los Mochis, Mazatlán | 2006-2008 |
| Avolar                     | Acapulco, Aguascalientes, Colima, Cuernavaca, Culiacán, Durango, Guadalajara, Hermosillo, Ixtapa/Zihuatanejo, La Paz, León/El Bajío, Los Mochis, Morelia, Oaxaca, Puebla, Querétaro, Tapachula, Tepic, Toluca, Uruapan, Zacatecas | 2005-2008 |
| Interjet                   | Acapulco, Aguascalientes, Chihuahua, Ciudad de México, Culiacán, Guadalajara, Hermosillo, León/El Bajío, Monterrey, Oaxaca, Toluca                                                                                                | 2008-2020 |
| Líneas Aéreas Allegro      | Ciudad de México, Las Vegas, Monterrey, Oakland | 1998-2004 |
| Líneas Aéreas Azteca       | Aguascalientes, Chihuahua, Ciudad de México, Ciudad Juárez, Culiacán, Guadalajara, Hermosillo, León/El Bajío, Monterrey, Morelia, Oakland, Toluca, Uruapan, Zacatecas                                                             | 2001-2007 |
| Delta Connection           | Los Ángeles | 2007      |
| Mexicana de Aviación       | Ciudad de México, Colima, Culiacán, Guadalajara, La Paz, Los Ángeles, Mexicali, Monterrey, Puebla, San Luis Potosí, Zacatecas | 1978-2010 |
| MexicanaLink               | La Paz, Los Mochis | 2009-2010 |
| Nova Air                   | Ciudad de México, Monterrey, Toluca | 2007-2008 |
| TAESA                      | Ciudad de México, Guadalajara, León/El Bajío, Los Mochis, Morelia, Uruapan | 1990-2000 |
| TAR                        | Hermosillo, Puerto Peñasco | 2016-2019 |
| Volaris Costa Rica         | Ciudad de Guatemala, Managua, San Salvador | 2017-2018 |

## Servicios e instalaciones

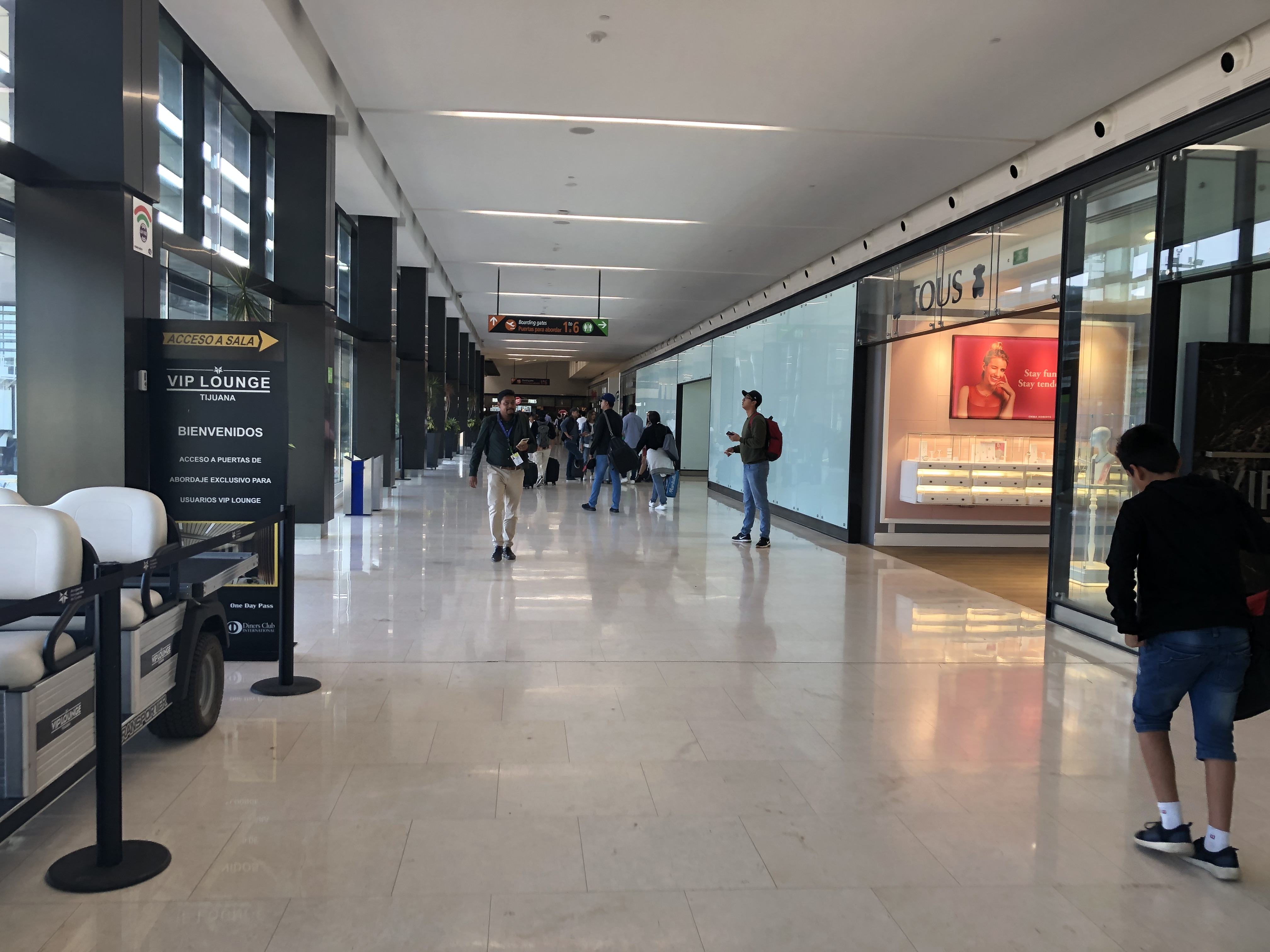
Pasillo principal del aeropuerto.

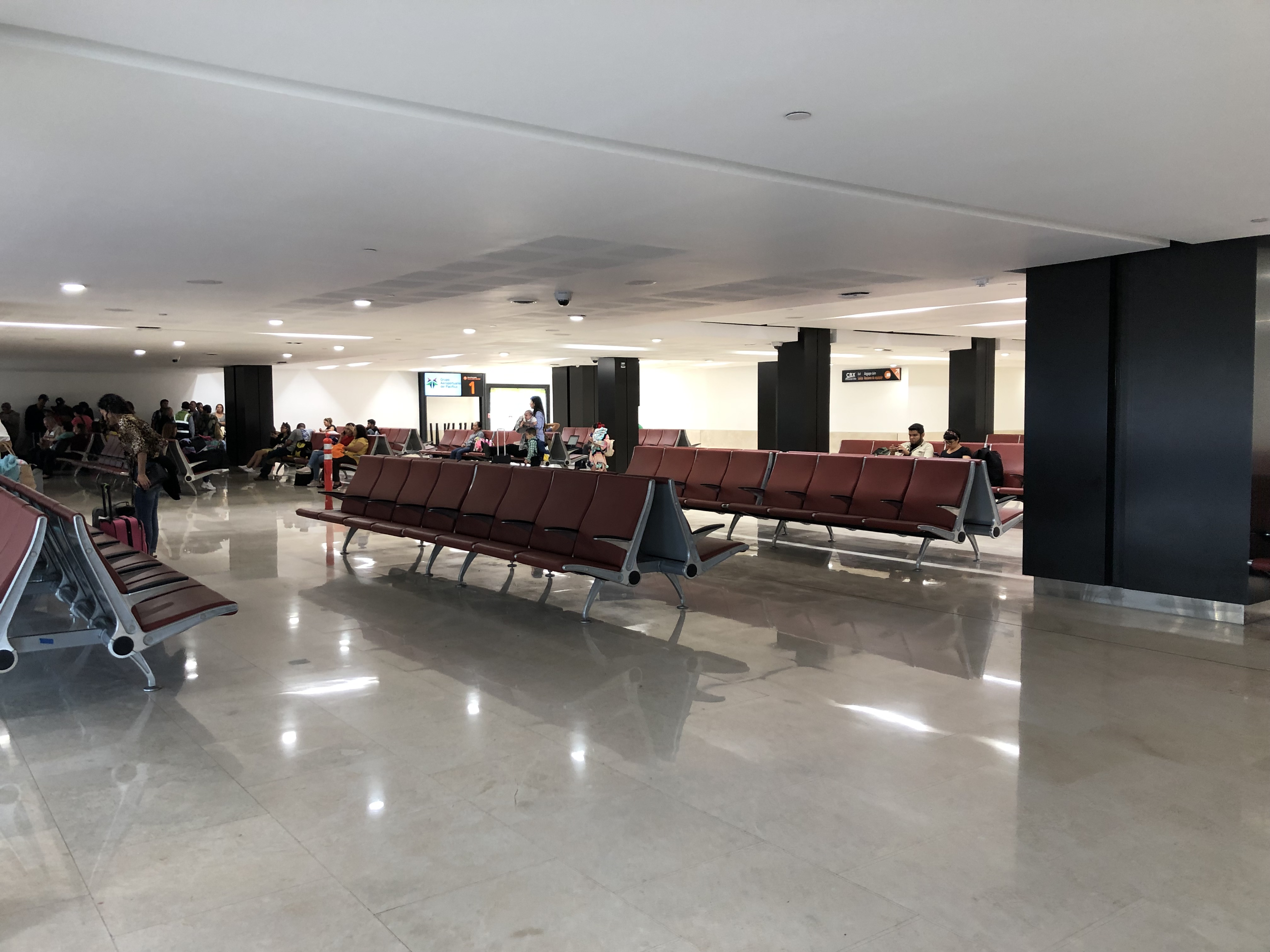
Puertas 1A-1C del aeropuerto.

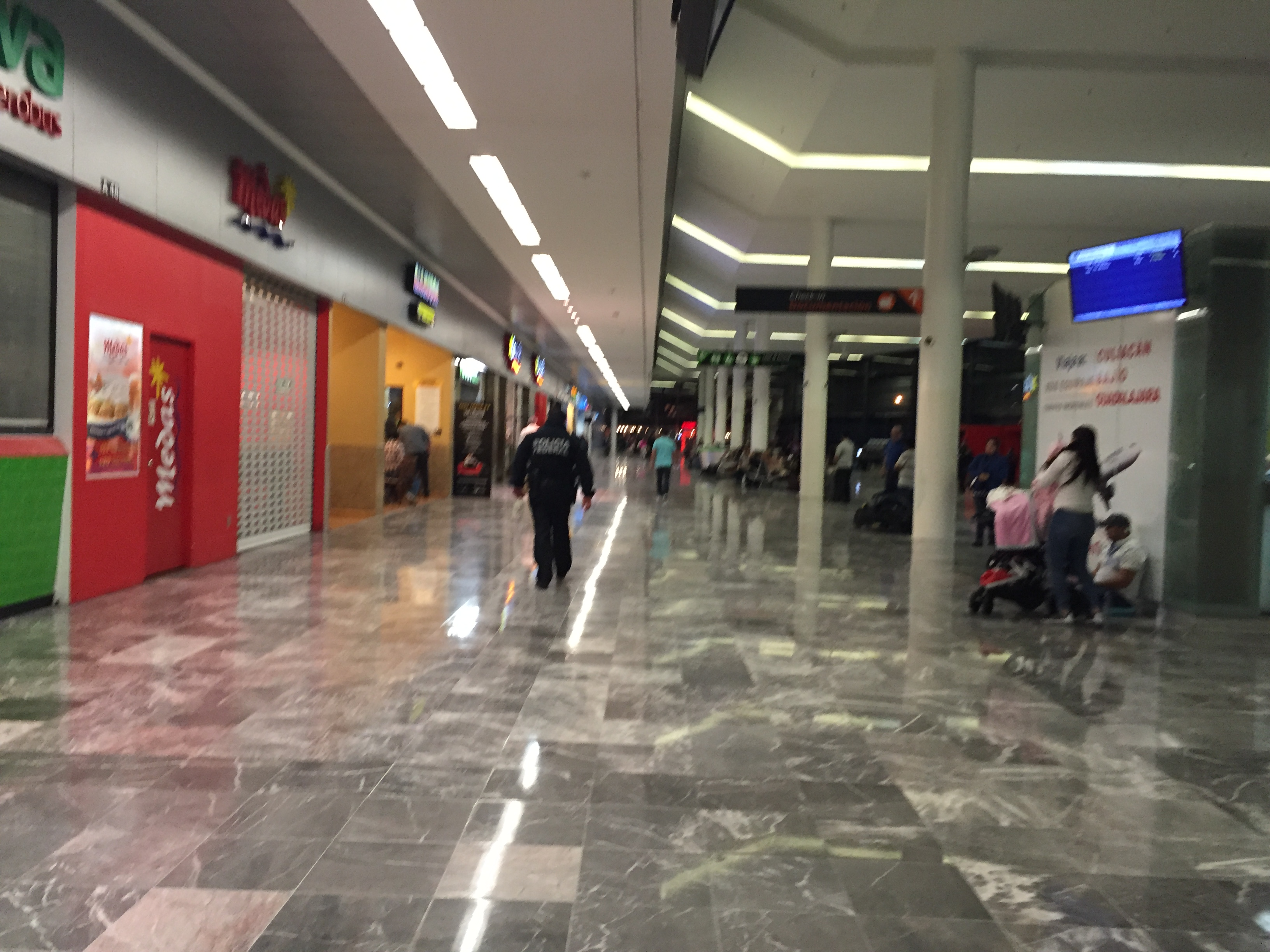
Pasillo principal del aeropuerto.

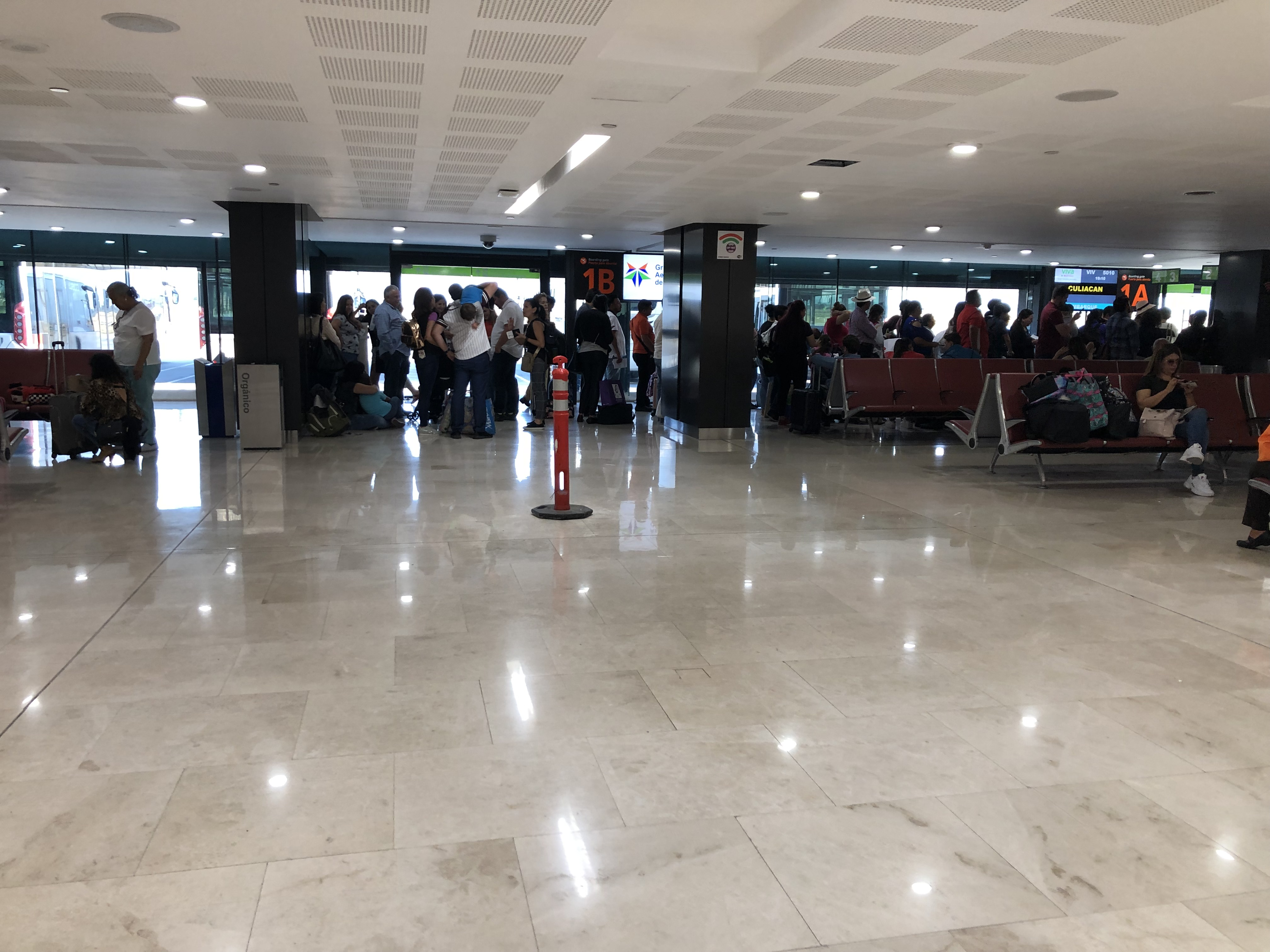
Puertas 1A-1C del aeropuerto.

La Calzada aeropuerto se ha convertido en un polo comercial donde destacan los siguientes establecimientos.

### Hoteles
- Bugambilias Otay
- City Junior Tijuana Otay
- Fiesta Inn Tijuana Otay Aeropuerto
- Lausana Otay Aeropuerto
- Principado Tijuana

### Restaurantes
- Acá las Tortas
- Av. Revolución
- Baja Food & Drinks
- Carabina 30-30
- Café D'Volada
- Cafeterías Monteal
- Carl's Jr.
- Eat & Go
- El Despegue
- La Cava de Don Chava
- Mirage
- Natural Break
- Pizza Factory
- Restaurante Don Miguel
- Starbucks
- Subway

### Transporte Terrestre
- ABC Autobuses de lujo con destino a Ensenada, Mexicali, Rosarito y Línea Internacional.
- Camiones urbanos: la ruta Mirador-Miramar-Soler-Centro-Plaza Rio-Otay-Aeropuerto y Delicias-Blvd. 2000-Otay-Centro se puede tomar por tan solo $14.00 o $16.00 pesos respectivamente (alrededor de $0.75 dólares) por persona.
- Greyhound Autobuses de primera clase con destino a diversas ciudades de California como Los Ángeles, Ontario, Bakersfield entre otras.
- Shuttle Volaris Shuttle desde / hacia el Aeropuerto a Ensenada o San Diego, California.
- Taxis Airport Taxis que ofrecen el traslado del aeropuerto a cualquier punto de la ciudad y San Diego, California.

- Taxis SAAT Taxis exclusivos del aeropuerto con servicio a la ciudad de Tijuana.

- Transporte Aeroméxico Transportación desde el aeropuerto a múltiples ciudades del estado de California, pagando una cuota mínima, a través de los autobuses de Intercalifornias.
- Transportes Intercalifornias Autobuses de primera clase con destino a diversas ciudades de California como Los Ángeles, Ontario, Bakersfield entre otras.

### Renta de Autos

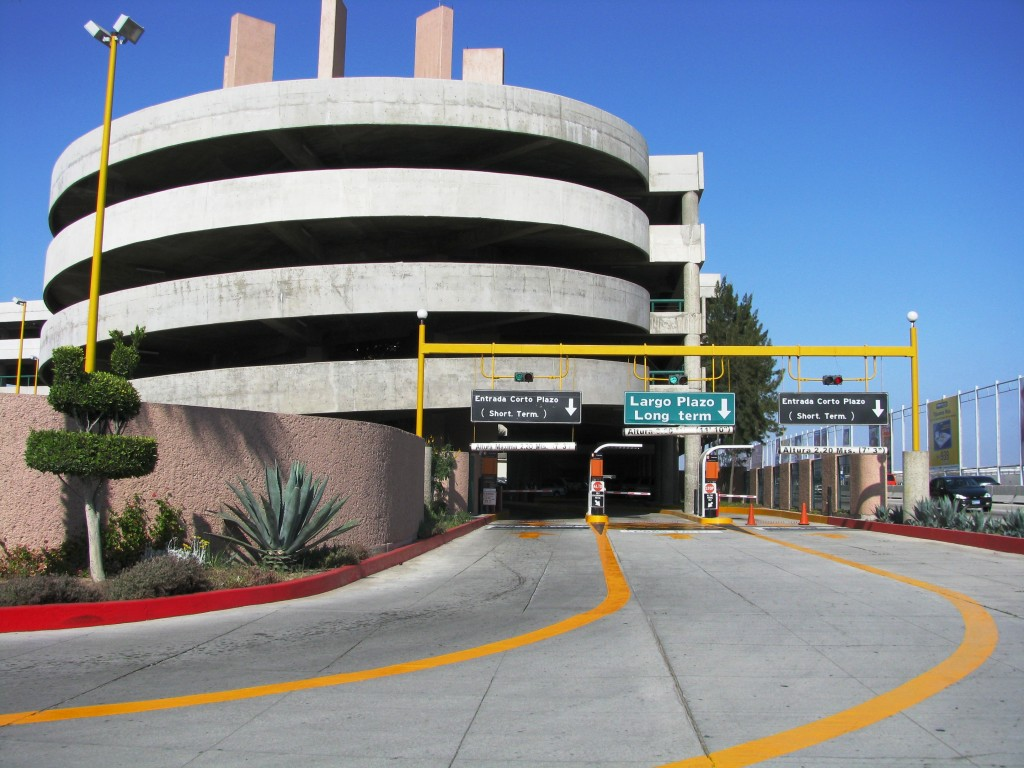
Entrada al estacionamiento del aeropuerto.

En la terminal del aeropuerto están presentes las principales marcas internacionales de alquiler de autos. Al salir del área de llegadas los mostradores se encuentran a la derecha. Existen también una gran variedad de empresas de renta de autos localizadas en las inmediaciones del aeropuerto, generalmente, estas empresas ofrecen recolección en el aeropuerto si se coordina con anticipación. 
- Alamo
- Avis
- Hertz
- Mex Rent a Car
- Veico Car Rental

### Estacionamiento
- El estacionamiento del Aeropuerto Internacional de Tijuana consta de más de 1,500 espacios y tiene opciones para corta y larga estancia. Opera las 24 horas cerca de la Terminal.

Es completamente automatizado y ofrece 5 cajeros automáticos situados a lo largo del estacionamiento.
La tarifa horaria del estacionamiento de corto plazo es de $49 pesos mexicanos y va bajando proporcionalmente al tiempo estacionado.
La tarifa de la zona de estacionamiento de largo plazo es de $200 pesos mexicanos al día o fracción.

## Aeropuertos cercanos
Los aeropuertos más cercanos son:
- Aeropuerto Internacional de San Diego (29 km)
- Aeropuerto McClellan-Palomar (69 km)
- Aeropuerto del Condado de Imperial (134 km)
- Aeropuerto Internacional de Palm Springs (149 km)
- Aeropuerto John Wayne (151 km)